# Elezioni parlamentari negli Stati Uniti d'America del 2008
Le elezioni parlamentari negli Stati Uniti d'America del 2008 si tennero il 4 novembre per l'elezione del 111º Congresso, contemporaneamente alle elezioni presidenziali, durante la guerra al terrorismo e all'inizio della Grande recessione. Furono considerate elezioni che affermarono i democratici, con il senatore democratico Barack Obama dell'Illinois che sconfisse il senatore John McCain dell'Arizona con ampio margine, e i democratici incrementarono le loro maggioranze in entrambe le camere del Congresso.
Il Partito Democratico conquistò otto seggi in più al Senato, e 21 seggi in più alla Camera dei rappresentanti, per effetto dell'onda lunga di Obama; in aggiunta conquistarono anche un seggio governatoriale in più. Le elezioni del 2006 e quelle del 2008 rappresentarono la prima volta dal 1936 in cui i democratici, nonché ogni altro partito, avessero conquistato ulteriori seggi al Congresso in due elezioni consecutive. Queste elezioni furono le ultime fino a quelle del 2020 in cui i democratici ottennero sia la Presidenza che entrambe le camere del Congresso.
Quelle del 2008 furono le prime elezioni dal 1964 in cui il Partito Democratico conquistò la Casa Bianca e per effetto di traino anche il Senato e la Camera dei rappresentanti. I principali temi durante la campagna elettorale furono i desiderio del pubblico americano per il cambiamento e la riforma sia di Washington che delle politiche del presidente George W. Bush. L'economia e la politica interna furono anche argomenti dominanti, specialmente negli ultimi mesi di campagna elettorale dopo la crisi economica del 2008.

## Senato
Prima delle elezioni, il Senato era in parità tra i Democratici e i Repubblicani, con 49 seggi a testa, più 2 Indipendenti che votavano con i Democratici, il che forniva ai Democratici una maggioranza di 51-49. Furono sottoposti ad elezione 33 seggi di classe 2 e tra questi 12 erano detenuti da democratici e 21 dai repubblicani; si tennero inoltre due elezioni suppletive in cui vi erano due senatori repubblicani in carica. I senatori stati eletti iniziarono il loro mandato il 3 gennaio 2009, per concluderlo il 3 gennaio 2015.
Le elezioni determinarono nel complesso il guadagno di otto seggi da parte dei democratici; il nuovo Senato risultò quindi composto da 57 democratici, 41 repubblicani e 2 indipendenti.

### Livello federale
| Partiti | Partiti      | Voti       | %      | Seggi        | Seggi    | Seggi    | Seggi         | Seggi   |  |
| Partiti | Partiti      | Voti       | %      | Pre elezioni | In palio | Ottenuti | Post elezioni | +/-     |  |
| ------- | ------------ | ---------- | ------ | ------------ | -------- | -------- | ------------- | ------- |  |
|         | Democratico  | 33 650 061 | 51,88  | 49           | 12       | 20       | 57            | 8       |  |
|         | Repubblicano | 28 863 067 | 44,5   | 49           | 23       | 15       | 41            | 8       |  |
|         | Indipendenti | 176 752    | 0,27   | 2            | 0        | 0        | 2             | Stabile |  |
|         |              |            |        |              |          |          |               |         |  |
| Totale  | Totale       | 62 689 880 | 100,00 | 100          | 35       | 35       | 100           | Stabile |  |

### Dettaglio per stato
Di seguito il riepilogo delle elezioni relative ai 33 seggi del Senato:
     Democratico
     Repubblicano
     Passa da democratico a repubblicano
     Passa da repubblicano a democratico
| Stato                | Senatore uscente     | Democratici                  | Repubblicani                | Altri                                                                                          | Senatore eletto      |
| -------------------- | -------------------- | ---------------------------- | --------------------------- | ---------------------------------------------------------------------------------------------- | -------------------- |
| Alabama              | Jeff Sessions (R)    | Vivian Davis Figures - 36,5% | Jeff Sessions - 63,4%       |                                                                                                | Jeff Sessions (R)    |
| Alaska               | Ted Stevens (R)      | Mark Begich - 47,8%          | Ted Stevens - 46,6%         | Bob Bird - 4,2% David Haase (L) - 0,8% Ted Gianoutsos (I) - 0,4%                               | Mark Begich (D)      |
| Arkansas             | Mark Pryor (D)       | Mark Pryor - 79,5%           | -                           | Rebekah Kennedy (V) - 20,5%                                                                    | Mark Pryor (D)       |
| Carolina del Nord    | Elizabeth Dole (R)   | Kay Hagan - 52,7%            | Elizabeth Dole - 44,3%      | Chris Cole (L) - 3,1%                                                                          | Kay Hagan (D)        |
| Carolina del Sud     | Lindsey Graham (R)   | Bob Conley - 42,3%           | Lindsey Graham - 57,5%      |                                                                                                | Lindsey Graham (R)   |
| Colorado             | Wayne Allard (R)     | Mark Udall - 52,8%           | Bob Schaffer - 42,5%        | Doug Campbell (C) - 2,6% Bob Kinsey (V) - 2,1%                                                 | Mark Udall (D)       |
| Dakota del Sud       | Tim Johnson (D)      | Tim Johnson - 62,5%          | Joel Dykstra - 37,5%        |                                                                                                | Tim Johnson (D)      |
| Delaware             | Joe Biden (D)        | Joe Biden - 64,7%            | Christine O'Donnell - 35,3% |                                                                                                | Joe Biden (D)        |
| Georgia              | Saxby Chambliss (R)  | Jim Martin - 42,5%           | Saxby Chambliss - 57,5%     |                                                                                                | Saxby Chambliss (R)  |
| Idaho                | Larry Craig (R)      | Larry LaRocco - 34,1%        | Jim Risch - 57,7%           | Rex Rammell (I) - 5,4% Kent Marmon (L) - 1,5% Pro-Life (I) - 1,3%                              | Jim Risch (R)        |
| Illinois             | Dick Durbin (D)      | Dick Durbin - 67,8%          | Steve Sauerberg - 28,5%     | Kathy Cummings (V) - 2,2% Larry Stafford (L) - 0,9% Chad Koppie (C) - 0,5%                     | Dick Durbin (D)      |
| Iowa                 | Tom Harkin (R)       | Christopher Reed - 37,3%     | Tom Harkin - 62,7%          |                                                                                                | Tom Harkin (R)       |
| Kansas               | Pat Roberts (R)      | Jim Slattery - 36,4%         | Pat Roberts - 60,0%         | Randall Hodgkinson (L) - 2,1% Joseph Martin - 1,3%                                             | Pat Roberts (R)      |
| Kentucky             | Mitch McConnell (R)  | Bruce Lunsford - 47,0%       | Mitch McConnell - 53,0%     |                                                                                                | Mitch McConnell (R)  |
| Louisiana            | Mary Landrieu (D)    | Mary Landrieu - 52,1%        | John Neely Kennedy - 45,7%  | Richard Fontanesi (L) - 1,0% Jay Patel (I) - 0,7% Robert Stewart (I) - 0,5%                    | Mary Landrieu (D)    |
| Maine                | Susan Collins (R)    | Tom Allen - 38,6%            | Susan Collins - 61,3%       |                                                                                                | Susan Collins (R)    |
| Massachusetts        | John Kerry (D)       | John Kerry - 65,8%           | Jeff Beatty - 31,0%         | Robert Underwood - 3,2%                                                                        | John Kerry (D)       |
| Michigan             | Carl Levin (D)       | Carl Levin - 62,7%           | Jack Hoogendyk - 33,8%      | Scott Boman (L) - 1,6% Harley Mikkelson (V) - 0,9% Michael Nikitin (C) - 0,6% Doug Dern - 0,4% | Carl Levin (D)       |
| Minnesota            | Norm Coleman (R)     | Al Franken - 41,99%          | Norm Coleman - 41,98%       | Dean Barkley - 15,15% Heather Johnson (L) - 1,5%                                               | Al Frankens (DFL)    |
| Mississippi          | Thad Cochran (R)     | Erik Fleming - 38,6%         | Thad Cochran - 61,4%        |                                                                                                | Thad Cochran (R)     |
| Montana              | Max Baucus (D)       | Max Baucus - 72,9%           | Bob Kelleher - 27,1%        |                                                                                                | Max Baucus (D)       |
| Nebraska             | Chuck Hagel (R)      | Scott Kleeb - 40,1%          | Mike Johanns - 57,5%        | Kelly Rosberg - 1,4% Steve Larrick (V) - 1,0%                                                  | Mike Johanns (R)     |
| New Hampshire        | John E. Sununu (R)   | Jeanne Shaheen - 51,7%       | John E. Sununu - 45,2%      | Ken Blevens (L) - 3,1%                                                                         | Jeanne Shaheen (D)   |
| New Jersey           | Frank Lautenberg (D) | Frank Lautenberg - 56,0%     | Dick Zimmer - 42,0%         | Jason Scheurer (L) - 0,5% Altri - 1,6%                                                         | Frank Lautenberg (D) |
| Nuovo Messico        | Pete Domenici (R)    | Tom Udall - 61,3%            | Steve Pearce - 38,7%        |                                                                                                | Tom Udall (D)        |
| Oklahoma             | Jim Inhofe (R)       | Andrew Rice - 39,2%          | Jim Inhofe - 56,7%          | Stephen Wallace (I) - 4,1%                                                                     | Jim Inhofe (R)       |
| Oregon               | Gordon Smith (R)     | Jeff Merkley - 48,9%         | Gordon Smith - 45,6%        | Dave Brownlow (C) - 5,2%                                                                       | Jeff Merkley (D)     |
| Rhode Island         | Jack Reed (D)        | Jack Reed - 73,4%            | Robert Tingle - 26,6%       | -                                                                                              | Jack Reed (D)        |
| Tennessee            | Lamar Alexander (R)  | Bob Tuke - 31,6%             | Lamar Alexander - 65,1%     | Edward Buck (I) - 1,3% Altri - 2,0%                                                            | Lamar Alexander (R)  |
| Texas                | John Cornyn (R)      | Rick Noriega - 42,8%         | John Cornyn - 52,8%         | Yvonne Adams Schick (L) - 2,3%                                                                 | John Cornyn (R)      |
| Virginia             | John Warner (R)      | Mark Warner - 65,0%          | Jim Gilmore - 33,7%         | Bill Redpath (L) - 0,6% Gail Parker (V) - 0,6%                                                 | Mark Warner (D)      |
| Virginia Occidentale | Jay Rockefeller (D)  | Jay Rockefeller - 63,7%      | Jay Wolfe - 36,3%           |                                                                                                | Jay Rockefeller (D)  |
| Wyoming              | Mike Enzi (R)        | Chris Rothfuss - 24,3%       | Mike Enzi - 75,6%           |                                                                                                | Mike Enzi (R)        |

### Elezioni speciali
Di seguito il riepilogo delle elezioni speciali relative a seggi del Senato di classe 1, svoltesi tutte nella data del 4 novembre 2008.
     Repubblicano
| Stato       | Senatore uscente  | Democratici             | Repubblicani          | Senatore eletto   |
| ----------- | ----------------- | ----------------------- | --------------------- | ----------------- |
| Mississippi | Roger Wicker (R)  | Ronnie Musgrove - 45,0% | Roger Wicker - 55,0%  | Roger Wicker (R)  |
| Wyoming     | John Barrasso (D) | Nick Carter - 26,5%     | John Barrasso - 73,4% | John Barrasso (R) |

## Camera dei rappresentanti
Prima delle elezioni, la Camera dei rappresentanti era controllata dai democratici, con una maggioranza di 236 deputati a 199. I deputati eletti iniziarono il loro mandato il 3 gennaio 2009, per concluderlo il 3 gennaio 2011.
I democratici incrementarono i loro seggi alla Camera di 21 unità.

### Livello federale
| Partiti                                          | Partiti      | Voti        | Voti   | Voti    | Seggi | Seggi | Seggi   | Seggi  |
| Partiti                                          | Partiti      | Voti        | %      | Var.    | 2006  | 2008  | +/−     | %      |
| ------------------------------------------------ | ------------ | ----------- | ------ | ------- | ----- | ----- | ------- | ------ |
|                                                  | Democratico  | 65 237 840  | 53,2%  | 0,9%    | 236   | 257   | 21      | 59,1%  |
|                                                  | Repubblicano | 52 249 491  | 42,6%  | 1,7%    | 199   | 178   | 21      | 40,9%  |
|                                                  | Libertario   | 1 083 096   | 0,9%   | 0,1%    | -     | -     | -       | -      |
|                                                  | Indipendenti | 982 761     | 0,8%   | 0,3%    | -     | -     | -       | -      |
|                                                  | Verde        | 580 263     | 0,5%   | 0,2%    | -     | -     | -       | -      |
|                                                  | Costituzione | 179 261     | 0,1%   | Stabile | -     | -     | -       | -      |
|                                                  | Indipendenza | 168 939     | 0,1%   | Stabile | -     | -     | -       | -      |
|                                                  | Altri        | 2 066 229   | 1,7%   | 0,2%    | -     | -     | -       | -      |
| Totale                                           | Totale       | 122 547 880 | 100,0% | -       | 435   | 435   | Stabile | 100,0% |
| Fonte: Election Statistics - Office of the Clerk |              |             |        |         |       |       |         |        |

### Dettaglio per stato
| Stato                | Seggi totali | Democratici | Democratici | Repubblicani | Repubblicani |
| Stato                | Seggi totali | Seggi       | Var.        | Seggi        | Var.         |
| -------------------- | ------------ | ----------- | ----------- | ------------ | ------------ |
| Alabama              | 7            | 3           | 2           | 4            | 1            |
| Alaska               | 1            | 0           | Stabile     | 1            | Stabile      |
| Arizona              | 8            | 5           | 1           | 3            | 1            |
| Arkansas             | 4            | 3           | Stabile     | 1            | Stabile      |
| California           | 53           | 34          | Stabile     | 19           | Stabile      |
| Carolina del Nord    | 13           | 8           | 1           | 5            | 1            |
| Carolina del Sud     | 6            | 2           | Stabile     | 4            | Stabile      |
| Colorado             | 7            | 5           | 1           | 2            | 1            |
| Connecticut          | 5            | 5           | 1           | 0            | 1            |
| Dakota del Nord      | 1            | 1           | Stabile     | 0            | Stabile      |
| Dakota del Sud       | 1            | 1           | Stabile     | 0            | Stabile      |
| Delaware             | 1            | 0           | Stabile     | 1            | Stabile      |
| Florida              | 25           | 10          | 1           | 15           | 1            |
| Georgia              | 13           | 6           | Stabile     | 7            | Stabile      |
| Hawaii               | 2            | 2           | Stabile     | 0            | Stabile      |
| Idaho                | 2            | 1           | 1           | 1            | 1            |
| Illinois             | 19           | 12          | 1           | 7            | 1            |
| Indiana              | 9            | 5           | Stabile     | 4            | Stabile      |
| Iowa                 | 5            | 3           | Stabile     | 2            | Stabile      |
| Kansas               | 4            | 1           | 1           | 3            | 1            |
| Kentucky             | 6            | 2           | Stabile     | 4            | Stabile      |
| Louisiana            | 7            | 1           | 2           | 6            | 2            |
| Maine                | 2            | 2           | Stabile     | 0            | Stabile      |
| Maryland             | 8            | 7           | 1           | 1            | 1            |
| Massachusetts        | 10           | 10          | Stabile     | 0            | Stabile      |
| Michigan             | 15           | 8           | 2           | 7            | 2            |
| Minnesota            | 8            | 5           | Stabile     | 3            | Stabile      |
| Mississippi          | 4            | 3           | Stabile     | 1            | Stabile      |
| Missouri             | 9            | 4           | Stabile     | 5            | Stabile      |
| Montana              | 1            | 0           | Stabile     | 1            | Stabile      |
| Nebraska             | 3            | 0           | Stabile     | 3            | Stabile      |
| Nevada               | 3            | 2           | 1           | 1            | 1            |
| New Hampshire        | 2            | 2           | Stabile     | 0            | Stabile      |
| New Jersey           | 13           | 8           | 1           | 5            | 1            |
| New York             | 29           | 26          | 3           | 3            | 3            |
| Nuovo Messico        | 3            | 3           | 2           | 0            | 2            |
| Ohio                 | 18           | 10          | 3           | 8            | 3            |
| Oklahoma             | 5            | 1           | Stabile     | 4            | Stabile      |
| Oregon               | 5            | 4           | Stabile     | 1            | Stabile      |
| Pennsylvania         | 19           | 12          | 1           | 7            | 1            |
| Rhode Island         | 2            | 2           | Stabile     | 0            | Stabile      |
| Tennessee            | 9            | 5           | Stabile     | 4            | Stabile      |
| Texas                | 32           | 12          | 1           | 20           | 1            |
| Utah                 | 3            | 1           | Stabile     | 2            | Stabile      |
| Vermont              | 1            | 1           | Stabile     | 0            | Stabile      |
| Virginia             | 11           | 6           | 3           | 5            | 3            |
| Virginia Occidentale | 3            | 2           | Stabile     | 1            | Stabile      |
| Washington           | 9            | 6           | Stabile     | 3            | Stabile      |
| Wisconsin            | 8            | 5           | Stabile     | 3            | Stabile      |
| Wyoming              | 1            | 0           | Stabile     | 1            | Stabile      |
| Totale               | 435          | 257         | 21          | 178          | 21           |

### Dettaglio per distretto
Democratico
     Repubblicano
     Passa a repubblicano
     Passa a democratico
| Stato                | Distretto | Deputato uscente              | Democratici                       | Repubblicani                     | Altri | Deputato eletto               |
| -------------------- | --------- | ----------------------------- | --------------------------------- | -------------------------------- | --- | ----------------------------- |
| Alabama              | 1         | Jo Bonner (R)                 | -                                 | Jo Bonner - 98,3%                | | Jo Bonner (R)                 |
| Alabama              | 2         | Terry Everett (R)             | Bobby Bright - 50,2%              | Jay Love - 49,6%                 | | Bobby Bright (D)              |
| Alabama              | 3         | Mike Rogers (R)               | Josh Segall - 45,8%               | Mike Rogers - 54,0%              | | Mike Rogers (R)               |
| Alabama              | 4         | Robert Aderholt (R)           | Nicholas Sparks - 25,1%           | Robert Aderholt - 74,8%          | | Robert Aderholt (R)           |
| Alabama              | 5         | Robert Cramer (D)             | Parker Griffith - 51,5%           | Wayne Parker - 47,9%             | | Parker Griffith (D)           |
| Alabama              | 6         | Spencer Bachus (R)            | -                                 | Spencer Bachus - 97,8%           | | Spencer Bachus (R)            |
| Alabama              | 7         | Artur Davis (D)               | Artur Davis - 98,6%               | -                                | | Artur Davis (D)               |
| Alaska               | Unico     | Don Young (R)                 | Ethan Berkowitz - 45,0%           | Don Young - 50,2%                | Don Wright - 4,5%                                                                                             | Don Young (R)                 |
| Arizona              | 1         | Rick Renzi (R)                | Ann Kirkpatrick - 55,9%           | Sydney Hay - 39,4%               | Brent Maupin (I) - 3,4% Thane Eichenauer (L) - 1,3%                                                           | Ann Kirkpatrick (D)           |
| Arizona              | 2         | Trent Franks (R)              | John Thrasher - 37,2%             | Trent Franks - 59,4%             | Powell Gammill (L) - 2,3% William Crum (V) - 1,1%                                                             | Trent Franks (R)              |
| Arizona              | 3         | John Shadegg (R)              | Jon Hulburd - 41,1%               | John Shadegg - 54,1%             | Michael Shoen (L) - 3,8%                                                                                      | John Shadegg (R)              |
| Arizona              | 4         | Ed Pastor (D)                 | Ed Pastor - 72,1%                 | Don Karg - 21,2%                 | Rebecca DeWitt (V) - 3,6% Joe Cobb (L) - 3,1%                                                                 | Ed Pastor (D)                 |
| Arizona              | 5         | Harry Mitchell (D)            | Harry Mitchell - 53,2%            | David Schweikert - 43,6%         | Warren Severin (L) - 3,2%                                                                                     | Harry Mitchell (D)            |
| Arizona              | 6         | Jeff Flake (R)                | Rebecca Schneider - 34,5%         | Jeff Flake - 62,5%               | Rick Biondi (L) - 3,0%                                                                                        | Jeff Flake (R)                |
| Arizona              | 7         | Raúl Grijalva (D)             | Raúl Grijalva - 63,3%             | Joseph D. Sweeney - 32,8%        | Raymond Patrick Petrulsky (L) - 3,9%                                                                          | Raúl Grijalva (D)             |
| Arizona              | 8         | Gabby Giffords (D)            | Gabby Giffords - 54,7%            | Tim Bee - 32,8%                  | Paul Davis (L) - 2,5%                                                                                         | Gabby Giffords (D)            |
| Arkansas             | 1         | Robert Marion Berry (D)       | Robert Marion Berry               | -                                | | Robert Marion Berry (D)       |
| Arkansas             | 2         | Vic Snyder (D)                | Vic Snyder - 76,5%                | -                                | Deb McFarland (V) - 23,2%                                                                                     | Vic Snyder (D)                |
| Arkansas             | 3         | John Boozman (R)              | -                                 | John Boozman - 78,5%             | Abel Tomlinson (C) - 21,5%                                                                                    | John Boozman (R)              |
| Arkansas             | 4         | Mike Ross (D)                 | Mike Ross - 86,2%                 | -                                | Joshua Drake (V) - 13,8%                                                                                      | Mike Ross (D)                 |
| California           | 1         | Mike Thompson (D)             | Mike Thompson - 68,2%             | Zane Starkewolf - 23,3%          | Carol Wolman (V) - 8,5%                                                                                       | Mike Thompson (D)             |
| California           | 2         | Wally Herger (R)              | Jeff Morris - 42,1%               | Wally Herger - 57,9%             | | Wally Herger (R)              |
| California           | 3         | Dan Lungren (R)               | Bill Durston - 44,0%              | Dan Lungren - 49,5%              | Dina Padilla - 4,2% Art Tuma (L) - 2,3%                                                                       | Dan Lungren (R)               |
| California           | 4         | John Doolittle (R)            | Charles Brown - 49,7%             | Tom McClintock - 50,3%           | | Tom McClintock (R)            |
| California           | 5         | Doris Matsui (D)              | Doris Matsui - 74,3%              | Paul Smith - 20,9%               | L. R. Roberts - 4,8%                                                                                          | Doris Matsui (D)              |
| California           | 6         | Lynn Woolsey (D)              | Lynn Woolsey - 71,7%              | Mike Halliwell - 24,1%           | Joel Smolen (L) - 4,2%                                                                                        | Lynn Woolsey (D)              |
| California           | 7         | George Miller (R)             | George Miller - 72,9%             | Roger Petersen - 21,8%           | Bill Callison - 2,8% Camden McConnell (L) - 2,5%                                                              | George Miller (D)             |
| California           | 8         | Nancy Pelosi (D)              | Nancy Pelosi - 71,9%              | Dana Walsh - 9,7%                | Cindy Sheehan (I) - 16,2% Philip Berg (L) - 2,2%                                                              | Nancy Pelosi (D)              |
| California           | 9         | Barbara Lee (D)               | Barbara Lee - 86,1%               | Charles Hargrave - 9,7%          | Jim Eyer (L) - 4,2%                                                                                           | Barbara Lee (D)               |
| California           | 10        | Ellen Tauscher (D)            | Ellen Tauscher - 65,2%            | Nicholas Gerber - 31,1%          | Eugene Ruyle - 3,7%                                                                                           | Ellen Tauscher (D)            |
| California           | 11        | Jerry McNerney (D)            | Jerry McNerney - 55,3%            | Dean Andal - 44,7%               | | Jerry McNerney (D)            |
| California           | 12        | Jackie Speier (D)             | Jackie Speier - 75,2%             | Greg Conlon - 18,5%              | Nathalie Hrizi - 2,2% Barry Hermanson (V) - 2,1% Kevin Peterson (L) - 2,0%                                    | Jackie Speier (D)             |
| California           | 13        | Pete Stark (D)                | Pete Stark - 76,4%                | Raymond Chui - 23,5%             | | Pete Stark (D)                |
| California           | 14        | Anna Eshoo (D)                | Anna Eshoo - 69,8%                | Ronny Santana - 22,3%            | Brian Holtz (L) - 4,3% Carol Brouillet (V) - 3,6%                                                             | Anna Eshoo (D)                |
| California           | 15        | Mike Honda (D)                | Mike Honda - 71,7%                | Joyce Cordi - 23,3%              | Peter Myers (V) - 5,0%                                                                                        | Mike Honda (D)                |
| California           | 16        | Zoe Lofgren (D)               | Zoe Lofgren - 71,4%               | Charel Winston - 24,0%           | Steven Wells (L) - 4,6%                                                                                       | Zoe Lofgren (D)               |
| California           | 17        | Sam Farr (D)                  | Sam Farr - 73,9%                  | Jeff Taylor - 25,9%              | | Sam Farr (D)                  |
| California           | 18        | Dennis Cardoza (D)            | Dennis Cardoza - 100%             | -                                | | Dennis Cardoza (D)            |
| California           | 19        | George Radanovich (R)         | -                                 | George Radanovich - 98,5%        | | George Radanovich (R)         |
| California           | 20        | Jim Costa (D)                 | Jim Costa - 74,4%                 | Jim Lopez - 25,6%                | | Jim Costa (D)                 |
| California           | 21        | Devin Nunes (R)               | Larry Johnson - 31,6%             | Devin Nunes - 68,4%              | | Devin Nunes (R)               |
| California           | 22        | Kevin McCarthy (R)            | -                                 | Kevin McCarthy - 100%            | | Kevin McCarthy (R)            |
| California           | 23        | Lois Capps (D)                | Lois Capps - 68,1%                | Matt Kokkonen - 31,9%            | | Lois Capps (D)                |
| California           | 24        | Elton Gallegly (R)            | Marta Jorgensen - 41,8%           | Elton Gallegly - 58,2%           | | Elton Gallegly (R)            |
| California           | 25        | Howard McKeon (R)             | Jackie Conaway - 42,2%            | Howard McKeon - 57,8%            | | Howard McKeon (R)             |
| California           | 26        | David Dreier (R)              | Russ Warner - 40,4%               | David Dreier - 52,7%             | Ted Brown (L) - 6,9%                                                                                          | David Dreier (R)              |
| California           | 27        | Brad Sherman (D)              | Brad Sherman - 68,6%              | Navraj Singh - 24,8%             | Tim Denton (L) - 6,6%                                                                                         | Brad Sherman (D)              |
| California           | 28        | Howard Berman (D)             | Howard Berman - 99,9%             | -                                | | Howard Berman (D)             |
| California           | 29        | Adam Schiff (D)               | Adam Schiff - 69,0%               | Charles Hahn - 26,7%             | Alan Pyeatt (L) - 4,3%                                                                                        | Adam Schiff (D)               |
| California           | 30        | Henry Waxman (D)              | Henry Waxman - 100%               | -                                | | Henry Waxman (D)              |
| California           | 31        | Xavier Becerra (D)            | Xavier Becerra - 100%             | -                                | | Xavier Becerra (D)            |
| California           | 32        | Hilda Solis (D)               | Hilda Solis - 100%                | -                                | | Hilda Solis (D)               |
| California           | 33        | Diane Watson (D)              | Diane Watson - 87,6%              | David Crowley - 12,4%            | | Diane Watson (D)              |
| California           | 34        | Lucille Roybal-Allard (D)     | Lucille Roybal-Allard - 77,1%     | Christopher Balding - 22,9%      | | Lucille Roybal-Allard (D)     |
| California           | 35        | Maxine Waters (D)             | Maxine Waters - 82,6%             | Ted Hayes - 13,3%                | Herb Peters (L) - 4,1%                                                                                        | Maxine Waters (D)             |
| California           | 36        | Jane Harman (D)               | Jane Harman - 68,7%               | Brian Gibson - 31,3%             | | Jane Harman (D)               |
| California           | 37        | Laura Richardson (D)          | Laura Richardson - 75,0%          | -                                | Nick Dibs (I) - 24,4%                                                                                         | Laura Richardson (D)          |
| California           | 38        | Grace Napolitano (D)          | Grace Napolitano - 81,8%          | -                                | Christopher Agrella (L) - 18,2%                                                                               | Grace Napolitano (D)          |
| California           | 39        | Linda Sánchez (D)             | Linda Sánchez - 69,7%             | Diane Lenning - 30,3%            | | Linda Sánchez (D)             |
| California           | 40        | Ed Royce (R)                  | Christina Avalos - 37,4%          | Ed Royce - 62,6%                 | | Ed Royce (R)                  |
| California           | 41        | Jerry Lewis (R)               | Tim Prince - 38,3%                | Jerry Lewis - 61,7%              | | Jerry Lewis (R)               |
| California           | 42        | Gary Miller (R)               | Ed Chau - 39,8%                   | Gary Miller - 60,2%              | | Gary Miller (R)               |
| California           | 43        | Joe Baca (D)                  | Joe Baca - 69,2%                  | John Roberts - 30,8%             | | Joe Baca (D)                  |
| California           | 44        | Ken Calvert (R)               | Bill Hedrick - 48,8%              | Ken Calvert - 51,2%              | | Ken Calvert (R)               |
| California           | 45        | Mary Bono (R)                 | Julie Bornstein - 41,7%           | Mary Bono - 58,3%                | Bill Lussenheide (I) - 6,4%                                                                                   | Mary Bono (R)                 |
| California           | 46        | Dana Rohrabacher (R)          | Debbie Cook - 43,1%               | Dana Rohrabacher - 52,6%         | Tom Lash (V) - 2,8% Ernst Gasteiger (L) - 1,5%                                                                | Dana Rohrabacher (R)          |
| California           | 47        | Loretta Sanchez (D)           | Loretta Sanchez - 69,5%           | Rosie Avila - 25,5%              | Robert Lauten (I) - 5,0%                                                                                      | Loretta Sanchez (D)           |
| California           | 48        | John B. T. Campbell III (R)   | Steve Young - 40,3%               | John B. T. Campbell III - 55,7%  | Don Patterson (L) - 3,7%                                                                                      | John B. T. Campbell III (R)   |
| California           | 49        | Darrell Issa (R)              | Robert Hamilton - 37,5%           | Darrell Issa - 58,3%             | Lars Grossmith (L) - 4,2%                                                                                     | Darrell Issa (R)              |
| California           | 50        | Brian Bilbray (R)             | Nick Leibham - 45,2%              | Brian Bilbray - 50,3%            | Wayne Dunlap (L) - 4,5%                                                                                       | Brian Bilbray (R)             |
| California           | 51        | Bob Filner (D)                | Bob Filner - 72,8%                | David Lee Joy - 24,2%            | Frodo Litwin (L) - 3,0%                                                                                       | Bob Filner (D)                |
| California           | 52        | Duncan D. Hunter (R)          | Mike Lumpkin - 39,0%              | Duncan D. Hunter - 56,4%         | Michael Benoit (L) - 4,6%                                                                                     | Duncan D. Hunter (R)          |
| California           | 53        | Susan Davis (D)               | Susan Davis - 68,5%               | Michael Crimmins - 27,5%         | Edward Teyssier (L) - 4,0%                                                                                    | Susan Davis (D)               |
| Carolina del Nord    | 1         | G. K. Butterfield (D)         | G. K. Butterfield - 70,3%         | Dean Stephens - 29,7%            | | G. K. Butterfield (D)         |
| Carolina del Nord    | 2         | Bob Etheridge (D)             | Bob Etheridge - 66,9%             | Dan Mansell - 31,3%              | Will Adkins (L) - 1,8%                                                                                        | Bob Etheridge (D)             |
| Carolina del Nord    | 3         | Walter Jones (R)              | Craig Weber - 34,1%               | Walter Jones - 65,9%             | | Walter Jones (R)              |
| Carolina del Nord    | 4         | David Price (D)               | David Price - 63,3%               | B.J. Lawson - 36,7%              | | David Price (D)               |
| Carolina del Nord    | 5         | Virginia Foxx (R)             | Roy Carter - 41,6%                | Virginia Foxx - 58,4%            | | Virginia Foxx (R)             |
| Carolina del Nord    | 6         | Howard Coble (R)              | Teresa Sue Bratton - 33,0%        | Howard Coble - 67,0%             | | Howard Coble (R)              |
| Carolina del Nord    | 7         | Mike McIntyre (D)             | Will Breazeale - 31,2%            | Mike McIntyre - 68,8%            | | Mike McIntyre (D)             |
| Carolina del Nord    | 8         | Robin Hayes (R)               | Larry Kissell - 55,4%             | Robin Hayes - 44,7%              | | Larry Kissell (D)             |
| Carolina del Nord    | 9         | Sue Myrick (R)                | Harry Taylor - 35,9%              | Sue Myrick - 62,4%               | Andy Grum (L) - 1,7%                                                                                          | Sue Myrick (R)                |
| Carolina del Nord    | 10        | Patrick McHenry (R)           | Daniel Johnson - 42,4%            | Patrick McHenry - 57,6%          | | Patrick McHenry (R)           |
| Carolina del Nord    | 11        | Heath Shuler (D)              | Heath Shuler - 62,0%              | Carl Mumpower - 35,8%            | Keith Smith (L) - 2,2%                                                                                        | Heath Shuler (D)              |
| Carolina del Nord    | 12        | Mel Watt (D)                  | Mel Watt - 71,6%                  | Ty Cobb - 28,4%                  | | Mel Watt (D)                  |
| Carolina del Nord    | 13        | Brad Miller (D)               | Brad Miller - 65,9%               | Hugh Webster - 34,1%             | | Brad Miller (D)               |
| Carolina del Sud     | 1         | Henry Brown (R)               | Linda Ketner - 47,9%              | Henry Brown - 51,9%              | | Henry Brown (R)               |
| Carolina del Sud     | 2         | Joe Wilson (R)                | Robert Miller - 46,2%             | Joe Wilson - 53,7%               | | Joe Wilson (R)                |
| Carolina del Sud     | 3         | Gresham Barrett (R)           | Jane Ballard Dyer - 35,2%         | Gresham Barrett - 64,7%          | | Gresham Barrett (R)           |
| Carolina del Sud     | 4         | Bob Inglis (R)                | Paul Corden - 36,9%               | Bob Inglis - 60,1%               | C. Faye Walters (V) - 2,4%                                                                                    | Bob Inglis (R)                |
| Carolina del Sud     | 5         | John Spratt (D)               | John Spratt - 61,6%               | Albert F. Spencer - 37,0%        | Frank Waggoner (C) - 1,3%                                                                                     | John Spratt (D)               |
| Carolina del Sud     | 6         | Jim Clyburn (D)               | Jim Clyburn - 67,5%               | Nancy Harrelson - 32,5%          | | Jim Clyburn (D)               |
| Colorado             | 1         | Diana DeGette (D)             | Diana DeGette - 71,9%             | George Lilly - 23,8%             | Martin Buchanan (L) - 4,3%                                                                                    | Diana DeGette (D)             |
| Colorado             | 2         | Mark Udall (D)                | Jared Polis - 62,6%               | Scott Starin - 33,9%             | J. A. Calhoun (V) - 2,9% Bill Hammons - 0,6%                                                                  | Jared Polis (D)               |
| Colorado             | 3         | John Salazar (D)              | John Salazar - 61,6%              | Wayne Wolf - 38,4%               | Gregory Gilman (L) - 2,2% Jake Segrest (I) - 1,9%                                                             | John Salazar (D)              |
| Colorado             | 4         | Marilyn Musgrave (R)          | Betsy Markey - 56,2%              | Marilyn Musgrave - 43,8%         | | Betsy Markey (D)              |
| Colorado             | 5         | Doug Lamborn (R)              | Hal Bidlack - 37,0%               | Doug Lamborn - 60,0%             | Brian Scott (C) - 2,9%                                                                                        | Doug Lamborn (R)              |
| Colorado             | 6         | Tom Tancredo (R)              | Hank Eng - 39,3%                  | Mike Coffman - 60,7%             | | Mike Coffman (R)              |
| Colorado             | 7         | Ed Perlmutter (D)             | Ed Perlmutter - 63,5%             | John Lerew - 36,5%               | | Ed Perlmutter (D)             |
| Connecticut          | 1         | John Larson (D)               | John Larson - 71,6%               | Joe Visconti - 26,0%             | Steve Fournier (V) - 2,4%                                                                                     | John Larson (D)               |
| Connecticut          | 2         | Joe Courtney (D)              | Joe Courtney - 65,7%              | Sean Sullivan - 32,5%            | Scott Deshefy (V) - 1,9%                                                                                      | Joe Courtney (D)              |
| Connecticut          | 3         | Rosa DeLauro (D)              | Rosa DeLauro - 77,4%              | Bo ItsHaky - 19,7%               | Ralph Ferrucci (V) - 2,9%                                                                                     | Rosa DeLauro (D)              |
| Connecticut          | 4         | Chris Shays (R)               | Jim Himes - 51,3%                 | Chris Shays - 47,6%              | Michael Carrano (L) - 0,7% Richard Duffee (V) - 0,4%                                                          | Jim Himes (D)                 |
| Connecticut          | 5         | Chris Murphy (D)              | Chris Murphy - 50,2%              | David Cappiello - 39,0%          | Harold Burbank (V) - 1,0% Thomas Winn (I) - 0,8%                                                              | Chris Murphy (D)              |
| Dakota del Nord      | Unico     | Earl Pomeroy (D-NPL)          | Earl Pomeroy - 62,0%              | Duane Sand - 38,0%               | | Earl Pomeroy (D-NPL)          |
| Dakota del Sud       | Unico     | Stephanie Herseth Sandlin (D) | Stephanie Herseth Sandlin - 67,6% | Chris Lien - 32,4%               | | Stephanie Herseth Sandlin (D) |
| Delaware             | Unico     | Mike Castle (R)               | Karen Hartley-Nagle - 38,0%       | Mike Castle - 61,1%              | Mark Parks (L) - 0,9%                                                                                         | Mike Castle (R)               |
| Florida              | 1         | Jeff Miller (R)               | James Jim Bryan - 29,8%           | Jeff Miller - 70,2%              | | Jeff Miller (R)               |
| Florida              | 2         | Allen Boyd (D)                | Allen Boyd - 61,9%                | Mark Mulligan - 38,1%            | | Allen Boyd (D)                |
| Florida              | 3         | Corrine Brown (D)             | Corrine Brown                     | -                                | | Corrine Brown (D)             |
| Florida              | 4         | Ander Crenshaw (R)            | Jay McGovern - 34,7%              | Ander Crenshaw - 65,3%           | | Ander Crenshaw (R)            |
| Florida              | 5         | Ginny Brown-Waite (R)         | John Russell - 38,8%              | Ginny Brown-Waite - 61,2%        | | Ginny Brown-Waite (R)         |
| Florida              | 6         | Cliff Stearns (R)             | Tim Cunha - 39,1%                 | Cliff Stearns - 60,9%            | | Cliff Stearns (R)             |
| Florida              | 7         | John Mica (R)                 | Faye Armitage - 38,0%             | John Mica - 62,0%                | | John Mica (R)                 |
| Florida              | 8         | Ric Keller (R)                | Alan Grayson - 52,0%              | Ric Keller - 48,0%               | | Alan Grayson (D)              |
| Florida              | 9         | Gus Bilirakis (R)             | Bill Mitchell - 36,3%             | Gus Bilirakis - 62,2%            | Johnny Kalimnios (I) - 1,0% Richard Emmons - 0,6%                                                             | Gus Bilirakis (R)             |
| Florida              | 10        | Bill Young (R)                | Bob Hackworth - 39,3%             | Bill Young - 60,7%               | | Bill Young (R)                |
| Florida              | 11        | Kathy Castor (D)              | Kathy Castor - 71,7%              | Eddie Adams - 28,3%              | | Kathy Castor (D)              |
| Florida              | 12        | Adam Putnam (R)               | Doug Tudor - 32,5%                | Adam Putnam - 57,5%              | | Adam Putnam (R)               |
| Florida              | 13        | Vern Buchanan (R)             | Christine Jennings - 37,5%        | Vern Buchanan - 55,5%            | Jan Schneider (I) - 5,5% Don Baldauf (I) - 1,5%                                                               | Vern Buchanan(R)              |
| Florida              | 14        | Connie Mack IV (R)            | Robert Neeld - 24,8%              | Connie Mack IV - 59,4%           | Burt Saunders (I) - 14,5% Jeff George (I) - 1,3%                                                              | Connie Mack IV (R)            |
| Florida              | 15        | Dave Weldon (R)               | Stephen Blythe - 42,0%            | Bill Posey - 53,1%               | Frank Zilaitis (I) - 3,9% Trevor Lowing (I) - 1,0%                                                            | Bill Posey (R)                |
| Florida              | 16        | Tim Mahoney (D)               | Tim Mahoney - 39,9%               | Tom Rooney - 60,1%               | | Tom Rooney (R)                |
| Florida              | 17        | Kendrick Meek (D)             | -                                 | Kendrick Meek                    | | Kendrick Meek (D)             |
| Florida              | 18        | Ileana Ros-Lehtinen (R)       | Annette Taddeo - 42,1%            | Ileana Ros-Lehtinen - 57,9%      | | Ileana Ros-Lehtinen (R)       |
| Florida              | 19        | Robert Wexler (D)             | Robert Wexler - 66,2%             | Edward Lynch - 27,2%             | Ben Graber (I) - 6,6%                                                                                         | Robert Wexler (D)             |
| Florida              | 20        | Debbie Wasserman Schultz (D)  | Debbie Wasserman Schultz - 77,5%  | Margaret Hostetter - 22,5%       | | Debbie Wasserman Schultz (D)  |
| Florida              | 21        | Lincoln Díaz-Balart (R)       | Raul Martinez - 42,1%             | Lincoln Díaz-Balart - 57,9%      | | Lincoln Díaz-Balart (R)       |
| Florida              | 22        | Ron Klein (D)                 | Ron Klein - 54,7%                 | Allen West - 45,4%               | | Ron Klein (D)                 |
| Florida              | 23        | Alcee Hastings (D)            | Alcee Hastings - 82,1%            | Marion Thorpe - 17,8%            | | Alcee Hastings (D)            |
| Florida              | 24        | Tom Feeney (R)                | Suzanne Kosmas - 57,2%            | Tom Feeney - 41,1%               | Gaurav Bhola (I) - 1,7%                                                                                       | Suzanne Kosmas (D)            |
| Florida              | 25        | Mario Díaz-Balart (R)         | Joe Garcia - 46,9%                | Mario Díaz-Balart - 53,1%        | | Mario Díaz-Balart (R)         |
| Georgia              | 1         | Jack Kingston (R)             | Bill Gillespie - 33,5%            | Jack Kingston - 66,5%            | | Jack Kingston (R)             |
| Georgia              | 2         | Sanford Bishop (D)            | Sanford Bishop - 68,9%            | Lee Ferrell - 31,1%              | | Sanford Bishop (D)            |
| Georgia              | 3         | Lynn Westmoreland (R)         | Stephen Camp - 34,3%              | Lynn Westmoreland - 65,7%        | | Lynn Westmoreland (R)         |
| Georgia              | 4         | Hank Johnson (D)              | Hank Johnson - 99,9%              | -                                | | Hank Johnson (D)              |
| Georgia              | 5         | John Lewis (D)                | John Lewis - 99,9%                | -                                | | John Lewis (D)                |
| Georgia              | 6         | Tom Price (R)                 | Bill Jones - 31,5%                | Tom Price - 68,5%                | | Tom Price (R)                 |
| Georgia              | 7         | John Linder (R)               | Doug Heckman - 38,0%              | John Linder - 62,0%              | | John Linder (R)               |
| Georgia              | 8         | Jim Marshall (D)              | Jim Marshall - 57,2%              | Rick Goddard - 27,8%             | | Jim Marshall (D)              |
| Georgia              | 9         | Nathan Deal (R)               | Jeff Scott - 24,5%                | Nathan Deal - 75,5%              | | Nathan Deal (R)               |
| Georgia              | 10        | Paul Broun (R)                | Bobby Saxon - 39,3%               | Paul Broun - 60,7%               | | Paul Broun (R)                |
| Georgia              | 11        | Phil Gingrey (R)              | Hugh Gammon - 31,8%               | Phil Gingrey - 68,2%             | | Phil Gingrey (R)              |
| Georgia              | 12        | John Barrow (R)               | John Barrow - 66,0%               | John Stone - 34,0%               | | John Barrow (R)               |
| Georgia              | 13        | David Scott (D)               | David Scott - 69,0%               | Deborah Honeycutt - 31,0%        | | David Scott (D)               |
| Hawaii               | 1         | Neil Abercrombie (D)          | Neil Abercrombie - 77,1%          | Steve Tataii - 19,1%             | Li Zhao (L) - 3,8%                                                                                            | Neil Abercrombie (D)          |
| Hawaii               | 2         | Mazie Hirono (D)              | Mazie Hirono - 76,1%              | Roger B. Evans - 20,4%           | Shaun Stenshol (I) - 1,9% Jeff Mallan (L) - 1,7%                                                              | Mazie Hirono (D)              |
| Idaho                | 1         | Bill Sali (R)                 | Walt Minnick - 50,6%              | Bill Sali - 49,4%                | | Walt Minnick (D)              |
| Idaho                | 2         | Mike Simpson (R)              | Debbie Holmes - 29,0%             | Mike Simpson - 71,0%             | | Mike Simpson (R)              |
| Illinois             | 1         | Bobby Rush (D)                | Bobby Rush - 85,9%                | Antoine Members - 14,1%          | | Bobby Rush (D)                |
| Illinois             | 2         | Jesse Jackson, Jr. (D)        | Jesse Jackson, Jr. - 89,4%        | Anthony Williams - 10,6%         | | Jesse Jackson, Jr. (D)        |
| Illinois             | 3         | Dan Lipinski (D)              | Dan Lipinski - 73,3%              | Michael Hawkins - 21,4%          | Jerome Pohlen (V) - 5,3%                                                                                      | Dan Lipinski (D)              |
| Illinois             | 4         | Luis Gutiérrez (D)            | Luis Gutiérrez - 80,6%            | Daniel Cunningham - 11,5%        | Omar Lopez (V) - 7,9%                                                                                         | Luis Gutiérrez (D)            |
| Illinois             | 5         | Rahm Emanuel (D)              | Rahm Emanuel - 73,9%              | Tom Hanson - 22,0%               | Alan Augustson (V) - 4,1%                                                                                     | Rahm Emanuel (D)              |
| Illinois             | 6         | Peter Roskam (R)              | Jill Morgenthaler - 42,4%         | Peter Roskam - 57,6%             | | Peter Roskam (R)              |
| Illinois             | 7         | Danny Davis (D)               | Danny Davis - 85,0%               | Steve Miller - 15,0%             | | Danny Davis (D)               |
| Illinois             | 8         | Melissa Bean (D)              | Melissa Bean - 60,7%              | Steve Greenberg - 39,3%          | | Melissa Bean (D)              |
| Illinois             | 9         | Jan Schakowsky (D)            | Jan Schakowsky - 74,7%            | Michael Younan - 22,0%           | Morris Shanfield (V) - 3,3%                                                                                   | Jan Schakowsky (D)            |
| Illinois             | 10        | Mark Kirk (R)                 | Dan Seals - 47,4%                 | Mark Kirk - 52,6%                | | Mark Kirk (R)                 |
| Illinois             | 11        | Jerry Weller (R)              | Debbie Halvorson - 58,4%          | Marty Ozinga - 34,5%             | Jason Wallace (V) - 7,1%                                                                                      | Debbie Halvorson (D)          |
| Illinois             | 12        | Jerry Costello (D)            | Jerry Costello - 71,1%            | Tim Richardson - 25,0%           | Rodger Jennings (V) - 3,9%                                                                                    | Jerry Costello (D)            |
| Illinois             | 13        | Judy Biggert (R)              | Scott Harper - 43,7%              | Judy Biggert - 53,6%             | Steve Alesch (V) - 2,7%                                                                                       | Judy Biggert (R)              |
| Illinois             | 14        | Bill Foster (D)               | Bill Foster - 57,7%               | Jim Oberweis - 42,3%             | | Bill Foster (D)               |
| Illinois             | 15        | Timothy V. Johnson (R)        | Steve Cox - 35,8%                 | Timothy V. Johnson - 64,2%       | | Timothy V. Johnson (R)        |
| Illinois             | 16        | Donald Manzullo (R)           | Bob Abboud - 36,1%                | Donald Manzullo - 60,9%          | Scott Summers (V) - 3,0%                                                                                      | Donald Manzullo (R)           |
| Illinois             | 17        | Phil Hare (D)                 | Phil Hare - 99,8%                 | -                                | | Phil Hare (D)                 |
| Illinois             | 18        | Ray LaHood (R)                | Colleen Callahan - 37,9%          | Aaron Schock - 58,9%             | Sheldon Schafer (V) - 3,2%                                                                                    | Aaron Schock (R)              |
| Illinois             | 19        | John Shimkus (R)              | Daniel Davis - 33,4%              | John Shimkus - 64,5%             | Troy Dennis (V) - 2,1%                                                                                        | John Shimkus (R)              |
| Indiana              | 1         | Pete Visclosky (D)            | Pete Visclosky - 70,9%            | Mark Leyva - 27,2%               | Jeff Duensing (L) - 1,9%                                                                                      | Pete Visclosky (D)            |
| Indiana              | 2         | Joe Donnelly (D)              | Joe Donnelly - 67,1%              | Luke Puckett - 30,2%             | Mark Vogel (L) - 2,7%                                                                                         | Joe Donnelly (D)              |
| Indiana              | 3         | Mark Souder (R)               | Mike Montagano - 39,7%            | Mark Souder - 55,0%              | William Larsen (L) - 5,3%                                                                                     | Mark Souder (R)               |
| Indiana              | 4         | Steve Buyer (R)               | Nels Ackerson - 40,1%             | Steve Buyer - 59,9%              | | Steve Buyer (R)               |
| Indiana              | 5         | Dan Burton (R)                | Mary Etta Ruley - 34,5%           | Dan Burton - 65,5%               | | Dan Burton (R)                |
| Indiana              | 6         | Mike Pence (R)                | Barry Welsh - 33,4%               | Mike Pence - 63,9%               | George Holland (L) - 2,7%                                                                                     | Mike Pence (R)                |
| Indiana              | 7         | André Carson (D)              | André Carson - 65,1%              | Gabrielle Campo - 34,9%          | | André Carson (D)              |
| Indiana              | 8         | Brad Ellsworth (D)            | Brad Ellsworth - 64,7%            | Greg Goode - 35,3%               | | Brad Ellsworth (D)            |
| Indiana              | 9         | Baron Hill (D)                | Baron Hill - 57,8%                | Mike Sodrel - 38,4%              | D. Eric Schansberg (L) - 3,8%                                                                                 | Baron Hill (D)                |
| Iowa                 | 1         | Bruce Braley (D)              | Bruce Braley - 64,6%              | David Hartsuch - 35,4%           | | Bruce Braley (R)              |
| Iowa                 | 2         | Dave Loebsack (D)             | Dave Loebsack - 57,2%             | Mariannette Miller-Meeks - 38,8% | Wendy Barth (V) - 2,2% Brian White (I) - 1,8%                                                                 | Dave Loebsack (D)             |
| Iowa                 | 3         | Leonard Boswell (D)           | Leonard Boswell - 56,4%           | Kim Schmett - 42,1%              | Frank Forrestal - 1,5%                                                                                        | Leonard Boswell (D)           |
| Iowa                 | 4         | Tom Latham (R)                | Becky Greenwald - 39,4%           | Tom Latham - 60,6%               | | Tom Latham (R)                |
| Iowa                 | 5         | Steve King (R)                | Rob Hubler - 37,4%                | Steve King - 59,8%               | Victor Vara (I) - 2,8%                                                                                        | Steve King (R)                |
| Kansas               | 1         | Jerry Moran (R)               | James Bordonaro - 13,2%           | Jerry Moran - 81,8%              | Kathleen Burton - 2,7% Jack Warner (L) - 2,1%                                                                 | Jerry Moran (R)               |
| Kansas               | 2         | Nancy Boyda (D)               | Nancy Boyda - 46,2%               | Lynn Jenkins - 50,6%             | Leslie Martin - 1,6% Robert Garrard (L) - 1,5%                                                                | Lynn Jenkins (R)              |
| Kansas               | 3         | Dennis Moore (D)              | Dennis Moore - 56,4%              | Nick Jordan - 39,6%              | Joe Bellis (L) - 2,8% Roger Tucker - 1,0%                                                                     | Dennis Moore (D)              |
| Kansas               | 4         | Todd Tiahrt (R)               | Donald Betts Jr. - 32,3%          | Todd Tiahrt - 63,4%              | Susan Ducey - 2,2% Steven Rosile (L) - 1,9%                                                                   | Todd Tiahrt (R)               |
| Kentucky             | 1         | Ed Whitfield (R)              | Heather Ryan - 35,7%              | Ed Whitfield - 64,3%             | | Ed Whitfield (R)              |
| Kentucky             | 2         | Ron Lewis (R)                 | David Boswell - 47,4%             | Brett Guthrie - 52,6%            | | Brett Guthrie (R)             |
| Kentucky             | 3         | John Yarmuth (D)              | John Yarmuth - 59,4%              | Anne Northup - 40,6%             | | John Yarmuth (D)              |
| Kentucky             | 4         | Geoff Davis (R)               | Michael Kelly - 37,0%             | Geoff Davis - 63,0%              | | Geoff Davis (R)               |
| Kentucky             | 5         | Hal Rogers (R)                | -                                 | Hal Rogers - 84,1%               | Jim Holbert (I) - 15,9%                                                                                       | Hal Rogers (R)                |
| Kentucky             | 6         | Ben Chandler (D)              | Ben Chandler - 64,7%              | Jon Larson - 35,3%               | | Ben Chandler (D)              |
| Louisiana            | 1         | Steve Scalise (R)             | Jim Harlan - 34,3%                | Steve Scalise - 65,7%            | | Steve Scalise (R)             |
| Louisiana            | 2         | William J. Jefferson (D)      | William Jefferson - 46,8%         | Joseph Cao - 49,5%               | Malik Rahim (V) - 2,8% Gregory Kahn (L) - 0,8%                                                                | Joseph Cao (R)                |
| Louisiana            | 3         | Charlie Melançon (D)          | Charlie Melançon                  | -                                | | Charlie Melançon              |
| Louisiana            | 4         | Jim McCrery (R)               | Paul Carmouche - 47,7%            | John Fleming - 48,1%             | Chester Kelly (I) - 3,5% Gerard Bowen (I) - 0,7%                                                              | John Fleming (R)              |
| Louisiana            | 5         | Rodney Alexander (R)          | -                                 | Rodney Alexander                 | | Rodney Alexander (R)          |
| Louisiana            | 6         | Don Cazayoux (D)              | Don Cazayoux - 40,3%              | Bill Cassidy - 48,1%             | Michael L. Jackson (I) - 11,6%                                                                                | Bill Cassidy (R)              |
| Louisiana            | 7         | Charles Boustany (R)          | Don Cravins Jr. - 34,3%           | Charles Boustany - 61,9%         | Peter Vidrine - 3,8%                                                                                          | Charles Boustany (R)          |
| Maine                | 1         | Tom Allen (D)                 | Chellie Pingree - 54,9%           | Charlie Summers - 45,1%          | | Chellie Pingree (D)           |
| Maine                | 2         | Mike Michaud (D)              | Mike Michaud - 67,4%              | John Frary - 32,6%               | | Mike Michaud (D)              |
| Maryland             | 1         | Wayne Gilchrest (R)           | Frank Kratovil - 49,1%            | Andy Harris - 48,3%              | Richard Davis (L) - 2,5%                                                                                      | Frank Kratovil (D)            |
| Maryland             | 2         | Dutch Ruppersberger (D)       | Dutch Ruppersberger - 71,9%       | Richard Matthews - 24,8%         | Lorenzo Gaztanaga (L) - 3,2%                                                                                  | Dutch Ruppersberger (D)       |
| Maryland             | 3         | John Sarbanes (D)             | John Sarbanes - 69,7%             | Tom Harris - 30,1%               | | John Sarbanes (D)             |
| Maryland             | 4         | Donna Edwards (D)             | Donna Edwards - 85,8%             | Peter James - 12,9%              | Thibeaux Lincecum - 1,1%                                                                                      | Donna Edwards (D)             |
| Maryland             | 5         | Steny Hoyer (D)               | Steny Hoyer - 73,6%               | Collins Bailey - 24,0%           | Darlene H. Nicholas (L) - 2,3%                                                                                | Steny Hoyer (D)               |
| Maryland             | 6         | Roscoe Bartlett (R)           | Jennifer Dougherty - 38,8%        | Roscoe Bartlett - 57,8%          | Gary Hoover (L) - 3,3%                                                                                        | Roscoe Bartlett (R)           |
| Maryland             | 7         | Elijah Cummings (D)           | Elijah Cummings - 79,5%           | Michael Hargadon - 18,6%         | Ronald M. Owens-Bey (L) - 1,8%                                                                                | Elijah Cummings (D)           |
| Maryland             | 8         | Chris Van Hollen (D)          | Chris Van Hollen - 75,1%          | Steve Hudson - 21,7%             | Gordon Clark (V) - 2,2% Ian Thomas (L) - 0,8%                                                                 | Chris Van Hollen (D)          |
| Massachusetts        | 1         | John Olver (D)                | John Olver - 72,8%                | Nate Bech - 27,0%                | | John Olver (D)                |
| Massachusetts        | 2         | Richard Neal (D)              | Richard Neal                      | -                                | | Richard Neal (D)              |
| Massachusetts        | 3         | Jim McGovern (D)              | Jim McGovern                      | -                                | | Jim McGovern (D)              |
| Massachusetts        | 4         | Barney Frank (D)              | Barney Frank - 68,0%              | Earl Sholley - 25,3%             | Susan Allen (I) - 6,6%                                                                                        | Barney Frank (D)              |
| Massachusetts        | 5         | Niki Tsongas (D)              | Niki Tsongas                      | -                                | | Niki Tsongas (D)              |
| Massachusetts        | 6         | John Tierney (D)              | John Tierney - 70,4%              | Richard Baker - 29,5%            | | John Tierney (D)              |
| Massachusetts        | 7         | Ed Markey (D)                 | Ed Markey - 75,6%                 | John Cunningham - 24,2%          | | Ed Markey (D)                 |
| Massachusetts        | 8         | Mike Capuano (D)              | Mike Capuano                      | -                                | | Mike Capauano (D)             |
| Massachusetts        | 9         | Stephen Lynch (D)             | Stephen Lynch                     | -                                | | Stephen Lynch (D)             |
| Massachusetts        | 10        | Bill Delahunt (D)             | Bill Delahunt                     | -                                | | Bill Delahunt (D)             |
| Michigan             | 1         | Bart Stupak (D)               | Bart Stupak - 65,0%               | Tom Casperson - 32,7%            | Jean Marie Treacy (V) - 0,8% Dan Grow (L) - 0,8% Joshua Warren - 0,6%                                         | Bart Stupak (D)               |
| Michigan             | 2         | Pete Hoekstra (R)             | Fred Johnson - 34,8%              | Pete Hoekstra - 62,4%            | Dan Johnson (L) - 1,6% Ronald Graeser - 1,2%                                                                  | Pete Hoekstra (R)             |
| Michigan             | 3         | Vern Ehlers (R)               | Henry Sanchez - 35,4%             | Vern Ehlers - 61,1%              | Erwin Haas (L) - 3,4%                                                                                         | Vern Ehlers (R)               |
| Michigan             | 4         | David Lee Camp (R)            | Andrew Concannon - 35,7%          | David Lee Camp - 61,9%           | John Emerick - 1,2% Allitta Hren (L) - 1,1%                                                                   | David Lee Camp (R)            |
| Michigan             | 5         | Dan Kildee (D)                | Dan Kildee - 70,4%                | Matt Sawicki - 27,0%             | Leonard Schwartz (L) - 1,4% Ken Mathenia (V) - 1,3%                                                           | Dan Kildee (D)                |
| Michigan             | 6         | Fred Upton (R)                | Don Cooney - 38,6%                | Fred Upton - 58,9%               | Greg Merle (L) - 1,5% Edward Pinkney (V) - 1,1%                                                               | Fred Upton (R)                |
| Michigan             | 7         | Tim Walberg (R)               | Mark Schauer - 48,8%              | Tim Walberg - 46,5%              | Lynn Meadows (V) - 3,0% Ken Proctor (L) - 1,8%                                                                | Mark Schauer (D)              |
| Michigan             | 8         | Mike Rogers (R)               | Robert D. Alexander - 40,2%       | Mike Rogers - 56,6%              | Will Tyler White (L) - 1,2% Aaron Stuttman (V) - 1,1% George Zimmer - 1,0%                                    | Mike Rogers (R)               |
| Michigan             | 9         | Joe Knollenberg (R)           | Gary Peters - 52,1%               | Joe Knollenberg - 42,6%          | Jack Kevorkian (I) - 2,6% Adam Goodman (L) - 1,4% Doug Campbell (V) - 1,4%                                    | Gary Peters (D)               |
| Michigan             | 10        | Candice Miller (R)            | Robert Denison - 31,2%            | Candice Miller - 66,3%           | Neil Stephenson (L) - 1,3% Candace Caveny (V) - 1,2%                                                          | Candice Miller (R)            |
| Michigan             | 11        | Thad McCotter (R)             | Joseph Larkin - 45,4%             | Thad McCotter - 51,4%            | John Tatar (L) - 1,7% Erik Shelley (V) - 1,5%                                                                 | Thad McCotter (R)             |
| Michigan             | 12        | Sander Levin (D)              | Sander Levin - 72,1%              | Bert Copple - 23,9%              | John Vico (L) - 1,3% Les Townsend - 1,3% Bill Opalicky (V) - 1,2%                                             | Sander Levin (D)              |
| Michigan             | 13        | Carolyn Cheeks Kilpatrick (D) | Carolyn Cheeks Kilpatrick - 74,1% | Edward Gubics - 19,1%            | George Corsetti (V) - 4,2% Gregory Creswell (L) - 2,6%                                                        | Carolyn Cheeks Kilpatrick (D) |
| Michigan             | 14        | John Conyers (D)              | John Conyers - 92,4%              | -                                | Rick Secula (L) - 4,4% Clyde Shabazz (V) - 3,2%                                                               | John Conyers (D)              |
| Michigan             | 15        | John Dingell (D)              | John Dingell - 70,7%              | John Lynch - 25,0%               | Aimee Smith (V) - 2,2% Greg Stempfle (L) - 1,2% James Wagner - 1,0%                                           | John Conyers (D)              |
| Minnesota            | 1         | Tim Walz (DFL)                | Tim Walz - 62,5%                  | Brian Davis - 32,9%              | Gregory Mikkelson (I) - 4,5%                                                                                  | Tim Walz (DFL)                |
| Minnesota            | 2         | John Kline (R)                | Steve Sarvi - 42,6%               | John Kline - 57,3%               | | John Kline (R)                |
| Minnesota            | 3         | Jim Ramstad (R)               | Ashwin Madia - 40,9%              | Erik Paulsen - 48,5%             | David Dillon (I) - 10,6%                                                                                      | Erik Paulsen (R)              |
| Minnesota            | 4         | Betty McCollum (DFL)          | Betty McCollum - 68,4%            | Ed Matthews - 31,3%              | Steve Carlson - 6,1%                                                                                          | Betty McCollum (DFL)          |
| Minnesota            | 5         | Keith Ellison (DFL)           | Keith Ellison - 70,9%             | Barb Davis White - 22,0%         | Bill McGaughey (I) - 6,9%                                                                                     | Keith Ellison (DFL)           |
| Minnesota            | 6         | Michele Bachmann (R)          | Elwyn Tinklenberg - 43,4%         | Michele Bachmann - 46,4%         | Bob Anderson (I) - 10,0%                                                                                      | Michele Bachmann (R)          |
| Minnesota            | 7         | Collin Peterson (DFL)         | Collin Peterson - 72,2%           | Glen Menze - 27,7%               | | Collin Peterson (DFL)         |
| Minnesota            | 8         | Jim Oberstar (DFL)            | Jim Oberstar - 67,7%              | Michael Cummins - 32,2%          | | Jim Oberstar (DFL)            |
| Mississippi          | 1         | Travis Childers (D)           | Travis Childers - 54,5%           | Greg Davis - 43,9%               | Wally Pang (I) - 1,1% John Wages Jr (V) - 0,6%                                                                | Travis Childers (D)           |
| Mississippi          | 2         | Bennie Thompson (D)           | Bennie Thompson - 69,1%           | Richard Cook - 30,9%             | | Bennie Thompson (D)           |
| Mississippi          | 3         | Chip Pickering (R)            | Joel Gill - 37,5%                 | Gregg Harper - 62,5%             | | Gregg Harper (R)              |
| Mississippi          | 4         | Gene Taylor (D)               | Gene Taylor - 74,5%               | John McCay - 25,5%               | | Gene Taylor (D)               |
| Missouri             | 1         | Lacy Clay (D)                 | Lacy Clay - 86,9%                 | -                                | Robb Cunningham (L) - 13,1%                                                                                   | Lacy Clay (D)                 |
| Missouri             | 2         | Todd Akin (R)                 | Bill Haas - 35,4%                 | Todd Akin - 62,3%                | Thomas Knapp (L) - 2,3%                                                                                       | Todd Akin (R)                 |
| Missouri             | 3         | Russ Carnahan (D)             | Russ Carnahan - 66,4%             | Chris Sander - 30,4%             | Kevin Babcock (L) - 1,8% Cindy Redburn (C) - 1,4%                                                             | Russ Carnahan (D)             |
| Missouri             | 4         | Ike Skelton (D)               | Ike Skelton - 65,9%               | Jeff Parnell - 34,1%             | | Ike Skelton (D)               |
| Missouri             | 5         | Emanuel Cleaver (D)           | Emanuel Cleaver - 64,4%           | Jacob Turk - 35,6%               | | Emanuel Cleaver (D)           |
| Missouri             | 6         | Sam Graves (R)                | Kay Barnes - 36,9%                | Sam Graves - 59,4%               | Dave Browning (L) - 3,7%                                                                                      | Sam Graves (R)                |
| Missouri             | 7         | Roy Blunt (R)                 | Richard Monroe - 28,1%            | Roy Blunt - 67,8%                | Kevin Craig (L) - 2,2% Travis Maddox (C) - 1,9%                                                               | Roy Blunt (R)                 |
| Missouri             | 8         | Jo Ann Emerson (R)            | Joe Allen - 26,2%                 | Jo Ann Emerson - 71,4%           | Branden McCullough (L) - 1,6% Richard Smith (C) - 0,8%                                                        | Jo Ann Emerson (R)            |
| Missouri             | 9         | Kenny Hulshof (R)             | Judy Baker - 47,5%                | Blaine Luetkemeyer - 50,0%       | Tamara Millay (L) - 2,5%                                                                                      | Blaine Luetkemeyer (R)        |
| Montana              | Unico     | Denny Rehberg (R)             | John Driscoll - 32,4%             | Denny Rehberg - 64,2%            | Mike Fellows (L) - 3,4%                                                                                       | Denny Rehberg (R)             |
| Nebraska             | 1         | Jeff Fortenberry (R)          | Max Yashirin - 29,6%              | Jeff Fortenberry - 70,4%         | | Jeff Fortenberry (R)          |
| Nebraska             | 2         | Lee Terry (R)                 | Jim Esch - 48,1%                  | Lee Terry - 51,9%                | | Lee Terry (R)                 |
| Nebraska             | 3         | Adrian Smith (R)              | Jay Stoddard - 23,1%              | Adrian Smith - 76,9%             | | Adrian Smith (R)              |
| Nevada               | 1         | Shelley Berkley (D)           | Shelley Berkley - 67,6%           | Kenneth Wegner - 28,4%           | Caren Alexander - 2,0% Raymond Duensing (L) - 2,0%                                                            | Shelley Berkley (D)           |
| Nevada               | 2         | Dean Heller (R)               | Jill Derby - 41,4%                | Dean Heller - 51,8%              | John Everhart - 3,4% Sean Patrick Morse (L) - 1,7% Craig Bergland (V) - 1,6%                                  | Dean Heller (R)               |
| Nevada               | 3         | Jon Porter (R)                | Dina Titus - 47,4%                | Jon Porter - 42,3%               | Jeffrey Reeves (I) - 4,3% Joseph Silvestri (L) - 2,9% Floyd Fitzgibbons - 2,0% Bob Gianquinta (V) - 1,0%      | Dina Titus (D)                |
| New Hampshire        | 1         | Carol Shea-Porter (D)         | Carol Shea-Porter - 51,7%         | Jeb Bradley - 45,8%              | Robert Kingsbury (L) - 2,4%                                                                                   | Carol Shea-Porter (D)         |
| New Hampshire        | 2         | Paul Hodes (D)                | Paul Hodes - 56,4%                | Jennifer Horn - 41,4%            | Chester Lapointe II (L) - 2,1%                                                                                | Paul Hodes (D)                |
| New Jersey           | 1         | Rob Andrews (D)               | Rob Andrews - 72,4%               | Dale Glading - 34,8%             | Altri - 1,6%                                                                                                  | Rob Andrews (D)               |
| New Jersey           | 2         | Frank LoBiondo (R)            | David Kurkowski - 39,2%           | Frank LoBiondo - 59,1%           | Altri - 1,8%                                                                                                  | Frank LoBiondo (R)            |
| New Jersey           | 3         | Jim Saxton (R)                | John Adler - 52,1%                | Chris Myers - 47,9%              | | John Adler (D)                |
| New Jersey           | 4         | Chris Smith (R)               | Joshua Zeitz - 32,6%              | Chris Smith - 66,2%              | Steve Welzer (V) - 1,2%                                                                                       | Chris Smith (R)               |
| New Jersey           | 5         | Scott Garrett (R)             | Dennis Shulman - 42,4%            | Scott Garrett - 55,9%            | Ed Fanning (V) - 1,7%                                                                                         | Scott Garrett (R)             |
| New Jersey           | 6         | Frank Pallone (D)             | Frank Pallone - 66,9%             | Robert McLeod - 31,6%            | Herbert Tarbous (I) - 1,4%                                                                                    | Frank Pallone (D)             |
| New Jersey           | 7         | Mike Ferguson (R)             | Linda Stender - 42,2%             | Leonard Lance - 50,2%            | Michael Hsing (I) - 5,6% Dean Greco (I) - 1,1% Thomas Abrams (I) - 0,9%                                       | Leonard Lance (R)             |
| New Jersey           | 8         | Bill Pascrell                 | Bill Pascrell - 71,1%             | Rollie Straten - 28,2%           | Derek DeMarco (L) - 0,7%                                                                                      | Bill Pascrell (D)             |
| New Jersey           | 9         | Steve Rothman (D)             | Steve Rothman - 69,5%             | Vince Micco - 31,0%              | Michael Perrone (I) - 0,5%                                                                                    | Steve Rothman (D)             |
| New Jersey           | 10        | Donald M. Payne (D)           | Donald M. Payne - 98,9%           | -                                | Michael Taber (S) - 1,1%                                                                                      | Donald M. Payne (D)           |
| New Jersey           | 11        | Rodney Frelinghuysen (R)      | Tom Wyka - 37,0%                  | Rodney Frelinghuysen - 61,8%     | Chandler Tedholm (I) - 1,2%                                                                                   | Rodney Frelinghuysen (R)      |
| New Jersey           | 12        | Rush D. Holt, Jr. (D)         | Rush D. Holt, Jr. - 63,1%         | Alan Bateman - 35,3%             | David Corsi (I) - 1,6%                                                                                        | Rush D. Holt, Jr. (D)         |
| New Jersey           | 13        | Albio Sires (D)               | Albio Sires - 75,4%               | Joseph Turula - 21,7%            | Julio Fernandez (I) - 2,3% Louis Vernotico (I) - 0,6%                                                         | Albio Sires (D)               |
| New York             | 1         | Tim Bishop (D)                | Tim Bishop - 58,4%                | Lee Zeldin - 41,6%               | | Tim Bishop (D)                |
| New York             | 2         | Steve Israel (D)              | Steve Israel - 66,9%              | Frank Stalzer - 33,1%            | Anthony Tolda (C) - 0,7%                                                                                      | Steve Israel (D)              |
| New York             | 3         | Peter T. King (R)             | Graham Long - 36,1%               | Peter T. King - 63,9%            | | Peter T. King (R)             |
| New York             | 4         | Carolyn McCarthy (D)          | Carolyn McCarthy - 64,0%          | Jack Martins - 36,0%             | | Carolyn McCarthy (D)          |
| New York             | 5         | Gary Ackerman (D)             | Gary Ackerman - 70,7%             | Elizabeth Berney - 27,4%         | Jun Policarpio (C) - 1,9%                                                                                     | Gary Ackerman (D)             |
| New York             | 6         | Gregory Meeks (D)             | Gregory Meeks                     | -                                | | Gregory Meeks (D)             |
| New York             | 7         | Joseph Crowley (D)            | Joe Crowley - 84,7%               | William Britt - 15,3%            | | Joe Crowley (D)               |
| New York             | 8         | Jerry Nadler (D)              | Jerry Nadler - 80,5%              | Grace Lin - 19,5%                | | Jerry Nadler (D)              |
| New York             | 9         | Anthony Weiner (D)            | Anthony Weiner - 93,3%            | -                                | Alfred F. Donohue Jr. (C) - 6,7%                                                                              | Anthony Weiner (D)            |
| New York             | 10        | Edolphus Towns (D)            | Edolphus Towns - 94,2%            | Michael Chan - 19,3%             | | Edolphus Towns (D)            |
| New York             | 11        | Yvette Clarke (D)             | Yvette Clarke - 92,8%             | Hugh Carr - 6,4%                 | Cartrell Gore (C) - 0,8%                                                                                      | Yvette Clarke (D)             |
| New York             | 12        | Nydia Velázquez (D)           | Nydia Velázquez - 90,0%           | Allan Romaguera - 10,0%          | | Nydia Velázquez (D)           |
| New York             | 13        | Vito Fossella (R)             | Michael McMahon - 60,9%           | Robert Straniere - 33,3%         | Timothy Cochrane (C) - 3,3% Carmine Morano (I) - 2,7%                                                         | Michael McMahon (D)           |
| New York             | 14        | Carolyn B. Maloney (D)        | Carolyn Maloney - 79,8%           | Robert Heim - 19,0%              | Isaiah Matos (L) - 1,2%                                                                                       | Carolyn Maloney (D)           |
| New York             | 15        | Charles Rangel (D)            | Charles Rangel - 89,2%            | Edward Daniels - 7,9%            | Craig Schley (I) - 1,9% Martin Koppel (S) - 1,1%                                                              | Charles Rangel (D)            |
| New York             | 16        | José Serrano (D)              | José Serrano - 96,6%              | Ali Mohamed - 3,4%               | | José Serrano (D)              |
| New York             | 17        | Eliot Engel (D)               | Eliot Engel - 79,9%               | Robert Goodman - 20,1%           | | Eliot Engel (D)               |
| New York             | 18        | Nita Lowey (D)                | Nita Lowey - 68,5%                | James Russell - 31,5%            | | Nita Lowey (D)                |
| New York             | 19        | John Hall (D)                 | John Hall - 58,7%                 | Kieran Michael Lalor - 41,3%     | | John Hall (D)                 |
| New York             | 20        | Kirsten Gillibrand (D)        | Kirsten Gillibrand - 62,1%        | Sandy Treadwell - 37,9%          | | Kirsten Gillibrand (D)        |
| New York             | 21        | Michael McNulty (D)           | Paul Tonko - 62,1%                | James Buhrmaster - 35,0%         | Phillip Steck (I) - 2,9%                                                                                      | Paul Tonko (D)                |
| New York             | 22        | Maurice Hinchey (D)           | Maurice Hinchey - 66,3%           | George Phillips - 33,7%          | | Maurice Hinchey (D)           |
| New York             | 23        | John McHugh (R)               | Michael Oot - 34,7%               | John McHugh - 65,3%              | | John McHugh (R)               |
| New York             | 24        | Mike Arcuri (D)               | Mike Arcuri - 52,0%               | Richard L. Hanna - 48,0%         | | Mike Arcuri (D)               |
| New York             | 25        | James T. Walsh (R)            | Dan Maffei - 54,8%                | Dale Sweetland - 41,9%           | Howie Hawkins (V) - 3,3%                                                                                      | Dan Maffei (D)                |
| New York             | 26        | Thomas M. Reynolds (R)        | Alice Kryzan - 40,5%              | Chris Lee - 55,0%                | Jonathan Powers - 4,5%                                                                                        | Chris Lee (R)                 |
| New York             | 27        | Brian Higgins (D)             | Brian Higgins - 74,4%             | Daniel Humiston - 22,6%          | Harold Schroeder (C) - 3,0%                                                                                   | Brian Higgins (D)             |
| New York             | 28        | Louise Slaughter (D)          | Louise Slaughter - 78,0%          | David Crimmen - 22,0%            | | Louise Slaughter (D)          |
| New York             | 29        | Randy Kuhl (R)                | Eric Massa - 51,0%                | Randy Kuhl - 49,0%               | | Eric Massa (D)                |
| Nuovo Messico        | 1         | Heather Wilson (R)            | Martin Heinrich - 55,7%           | Darren White - 44,3%             | | Martin Heinrich (D)           |
| Nuovo Messico        | 2         | Steve Pearce (R)              | Harry Teague - 56,0%              | Edward Tinsley - 44,0%           | | Harry Teague (D)              |
| Nuovo Messico        | 3         | Tom Udall (D)                 | Ben Ray Luján - 56,7%             | Daniel East - 30,5%              | Carol Miller (I) - 12,8%                                                                                      | Ben Ray Luján (D)             |
| Ohio                 | 1         | Steve Chabot (R)              | Steve Driehaus - 52,4%            | Steve Chabot - 47,5%             | | Steve Driehaus (D)            |
| Ohio                 | 2         | Jean Schmidt (R)              | Victoria Wulsin - 37,5%           | Jean Schmidt - 44,8%             | David Krikorian (I) - 17,7%                                                                                   | Jean Schmidt (R)              |
| Ohio                 | 3         | Mike Turner (R)               | Jane Mitakides - 36,7%            | Mike Turner - 63,3%              | | Mike Turner (R)               |
| Ohio                 | 4         | Jim Jordan (R)                | Mike Carroll - 34,8%              | Jim Jordan - 65,2%               | | Jim Jordan (R)                |
| Ohio                 | 5         | Bob Latta (R)                 | George Mays - 35,9%               | Bob Latta - 64,1%                | | Bob Latta (R)                 |
| Ohio                 | 6         | Charlie Wilson (D)            | Charlie Wilson - 62,3%            | Dick Stobbs - 32,8%              | Dennis Spisak (V) - 4,9%                                                                                      | Charlie Wilson (D)            |
| Ohio                 | 7         | Dave Hobson (R)               | Sharen Neuhardt - 41,8%           | Steve Austria - 58,2%            | | Steve Austria (R)             |
| Ohio                 | 8         | John Boehner (R)              | Nick von Stein - 32,1%            | John Boehner - 67,9%             | | Warren Davidson (R)           |
| Ohio                 | 9         | Marcy Kaptur (D)              | Marcy Kaptur - 74,4%              | Bradley Leavitt - 25,6%          | | Marcy Kaptur (D)              |
| Ohio                 | 10        | Dennis Kucinich (D)           | Dennis Kucinich - 57,0%           | Jim Trakas - 39,1%               | Paul Conroy (L) - 3,9%                                                                                        | Dennis Kucinich (D)           |
| Ohio                 | 11        | Stephanie Tubbs Jones (D)     | Marcia Fudge - 85,2%              | Thomas Pekarek - 14,7%           | | Marcia Fudge (D)              |
| Ohio                 | 12        | Pat Tiberi (R)                | David Robinson - 42,2%            | Pat Tiberi - 54,8%               | Steven Linnabary (L) - 3,0%                                                                                   | Pat Tiberi (R)                |
| Ohio                 | 13        | Betty Sutton (D)              | Betty Sutton - 64,5%              | David Potter - 35,4%             | | Betty Sutton (D)              |
| Ohio                 | 14        | Steve LaTourette (R)          | William O'Neill - 38,7%           | Steve LaTourette - 58,3%         | David Macko (L) - 2,9%                                                                                        | Steve LaTourette (R)          |
| Ohio                 | 15        | Deborah Pryce (R)             | Mary Jo Kilroy - 45,9%            | Steve Stivers - 45,2%            | Mark Michael Noble (L) - 4,6% Don Elijah Eckhart (I) - 4,3%                                                   | Mary Jo Kilroy (D)            |
| Ohio                 | 16        | Ralph Regula (R)              | John Boccieri - 55,4%             | Kirk Schuring - 44,6%            | | John Boccieri (D)             |
| Ohio                 | 17        | Tim Ryan (D)                  | Tim Ryan - 78,2%                  | Duane Grassell - 21,8%           | | Tim Ryan (D)                  |
| Ohio                 | 18        | Zack Space (D)                | Zack Space - 59,9%                | Fred Dailey - 40,1%              | | Zack Space (D)                |
| Oklahoma             | 1         | John Alfred Sullivan (R)      | Georgianna Oliver - 33,8%         | John Alfred Sullivan - 66,2%     | | John Alfred Sullivan (R)      |
| Oklahoma             | 2         | Dan Boren (D)                 | Dan Boren - 70,5%                 | Raymond Wickson - 29,5%          | | Dan Boren (D)                 |
| Oklahoma             | 3         | Frank Lucas (R)               | Frankie Robbins - 23,6%           | Frank Lucas - 69,7%              | Forrest Michael (I) - 6,7%                                                                                    | Frank Lucas (R)               |
| Oklahoma             | 4         | Tom Cole (R)                  | Blake Cummings - 29,2%            | Tom Cole - 66,0%                 | David E. Joyce - 4,8%                                                                                         | Tom Cole (R)                  |
| Oklahoma             | 5         | Mary Fallin (R)               | Stephen L. Perry - 34,1%          | Mary Fallin - 65,9%              | | Mary Fallin (R)               |
| Oregon               | 1         | David Wu (D)                  | David Wu - 71,5%                  | -                                | Joel Haugen (I) - 17,5% Scott Semrau (C) - 4,3% Joe Tabor (L) - 3,3% Chris Henry (V) - 2,1%                   | David Wu (D)                  |
| Oregon               | 2         | Greg Walden (R)               | Noah Lemas - 25,8%                | Greg Walden - 69,5%              | Tristin Mock (V) - 2,8% Richard Hake (C) - 1,7%                                                               | Greg Walden (R)               |
| Oregon               | 3         | Earl Blumenauer (D)           | Earl Blumenauer - 74,5%           | Delia Lopez - 20,8%              | Michael Meo (V) - 4,4%                                                                                        | Earl Blumenauer (D)           |
| Oregon               | 4         | Peter DeFazio (D)             | Peter DeFazio - 82,3%             | -                                | Jaynee Germond (C) - 12,9% Mike Beilstein (C) - 3,9%                                                          | Peter DeFazio (D)             |
| Oregon               | 5         | Darlene Hooley (D)            | Kurt Schrader - 54,3%             | Mike Erickson - 38,3%            | Sean Bates (I) - 2,0% Douglas Patterson (C) - 2,0% Alex Polikoff (V) - 1,6% Steve Milligan (L) - 1,4%         | Kurt Schrader (D)             |
| Pennsylvania         | 1         | Bob Brady (D)                 | Bob Brady - 90,8%                 | Mike Muhammad - 9,2%             | | Bob Brady (D)                 |
| Pennsylvania         | 2         | Chaka Fattah (D)              | Chaka Fattah - 88,9%              | Adam Lang - 11,1%                | | Chaka Fattah (D)              |
| Pennsylvania         | 3         | Phil English (R)              | Kathy Dahlkemper - 51,2%          | Phil English - 48,8%             | | Kathy Dahlkemper (D)          |
| Pennsylvania         | 4         | Jason Altmire (D)             | Jason Altmire - 55,9%             | Melissa Hart - 44,1%             | | Jason Altmire (D)             |
| Pennsylvania         | 5         | John E. Peterson (R)          | Mark McCracken - 41,0%            | Glenn Thompson - 56,7%           | James Fryman (L) - 2,2%                                                                                       | Glenn Thompson (R)            |
| Pennsylvania         | 6         | Jim Gerlach (R)               | Bob Roggio - 47,9%                | Jim Gerlach - 52,1%              | | Jim Gerlach (R)               |
| Pennsylvania         | 7         | Joe Sestak (D)                | Joe Sestak - 40,4%                | Craig Williams - 59,6%           | Jim Schneller (I) - 1,1%                                                                                      | Joe Sestak (D)                |
| Pennsylvania         | 8         | Patrick Murphy (D)            | Patrick Murphy - 56,8%            | Tom Manion - 41,6%               | Tom Lingenfelter (I) - 1,6%                                                                                   | Patrick Murphy (D)            |
| Pennsylvania         | 9         | Bill Shuster (R)              | Tony Barr - 36,1%                 | Bill Shuster - 63,9%             | | Bill Shuster (R)              |
| Pennsylvania         | 10        | Chris Carney (D)              | Chris Carney - 56,3%              | Chris Hackett - 43,7%            | | Chris Carney (D)              |
| Pennsylvania         | 11        | Paul Kanjorski (D)            | Paul Kanjorski - 51,6%            | Lou Barletta - 48,4%             | | Paul Kanjorski (D)            |
| Pennsylvania         | 12        | John Murtha (D)               | John Murtha - 57,9%               | William Russell - 42,1%          | | John Murtha (D)               |
| Pennsylvania         | 13        | Allyson Schwartz (D)          | Allyson Schwartz - 62,8%          | -                                | John McDermott (C) - 2,7%                                                                                     | Allyson Schwartz (D)          |
| Pennsylvania         | 14        | Mike Doyle (D)                | Mike Doyle - 91,3%                | -                                | Titus North (V) - 8,7%                                                                                        | Mike Doyle (D)                |
| Pennsylvania         | 15        | Charlie Dent (R)              | Sam Bennett - 41,4%               | Charlie Dent - 58,6%             | | Charlie Dent (R)              |
| Pennsylvania         | 16        | Joe Pitts (R)                 | Bruce Slater - 39,4%              | Joe Pitts - 55,8%                | John Murphy (I) - 3,9% Daniel Frank (C) - 0,9%                                                                | Joe Pitts (R)                 |
| Pennsylvania         | 17        | Tim Holden (D)                | Tim Holden - 63,7%                | Toni Gilhooley - 36,3%           | | Tim Holden (D)                |
| Pennsylvania         | 18        | Tim Murphy (R)                | Steve O'Donnell - 35,9%           | Tim Murphy - 64,1%               | | Tim Murphy (R)                |
| Pennsylvania         | 19        | Todd Platts (R)               | Phil Avillo - 33,4%               | Todd Platts - 66,6%              | | Todd Platts (R)               |
| Rhode Island         | 1         | Patrick Kennedy (D)           | Patrick Kennedy - 68,6%           | Jonathan Scott - 34,3%           | Kenneth Capalbo (I) - 7,1%                                                                                    | Patrick Kennedy (D)           |
| Rhode Island         | 2         | James Langevin (D)            | James Langevin - 70,1%            | Mark Zaccaria - 29,9%            | | James Langevin (D)            |
| Tennessee            | 1         | David Davis (R)               | Rob Russell - 24,5%               | Phil Roe - 71,8%                 | Joel Goodman (I) - 1,7% James Reeves (I) - 1,1% Thomas Owens (I) - 0,8%                                       | Phil Roe (R)                  |
| Tennessee            | 2         | Jimmy Duncan (R)              | Bob Scott - 21,9%                 | Jimmy Duncan - 78,1%             | | Jimmy Duncan (R)              |
| Tennessee            | 3         | Zach Wamp (R)                 | Doug Vandagriff - 27,4%           | Zach Wamp - 69,4%                | Jean Howard-Hill (I) - 1,8% Ed Choate (I) - 1,4%                                                              | Zach Wamp (R)                 |
| Tennessee            | 4         | Lincoln Davis (D)             | Lincoln Davis - 58,8%             | Monty Lankford - 37,8%           | James Anthony Gray (I) - 1,9% Kevin Ragsdale (I) - 1,5%                                                       | Lincoln Davis (D)             |
| Tennessee            | 5         | Jim Cooper (D)                | Jim Cooper - 65,9%                | Gerard Donovan - 31,0%           | Jon Jackson (I) - 2,0% John Miglietta (V) - 1,2%                                                              | Jim Cooper (D)                |
| Tennessee            | 6         | Bart Gordon (D)               | Bart Gordon - 74,4%               | -                                | Chris Baker (I) - 25,6%                                                                                       | Bart Gordon (D)               |
| Tennessee            | 7         | Marsha Blackburn (R)          | Randy Morris - 31,4%              | Marsha Blackburn - 68,6%         | | Marsha Blackburn (R)          |
| Tennessee            | 8         | John Tanner (D)               | John Tanner                       | -                                | | John Tanner (D)               |
| Tennessee            | 9         | Steve Cohen (D)               | Steve Cohen - 87,9%               | -                                | Jake Ford (I) - 4,9% Dewey Clark (I) - 4,4% Mary Wright (I) - 2,8%                                            | Steve Cohen (D)               |
| Texas                | 1         | Louie Gohmert (R)             | -                                 | Louie Gohmert - 87,6%            | Roger Owen (I) - 12,4%                                                                                        | Louie Gohmert (R)             |
| Texas                | 2         | Ted Poe (R)                   | -                                 | Ted Poe - 88,9%                  | Craig Wolfe (L) - 11,1%                                                                                       | Ted Poe (R)                   |
| Texas                | 3         | Sam Johnson (R)               | Tom Daley - 38,0%                 | Sam Johnson - 59,7%              | Christopher J. Claytor (L) - 2,2%                                                                             | Sam Johnson (R)               |
| Texas                | 4         | Ralph Hall (R)                | Glenn Melancon - 29,3%            | Ralph Hall - 68,8%               | Fred Annett (L) - 1,9%                                                                                        | Ralph Hall (R)                |
| Texas                | 5         | Jeb Hensarling (R)            | -                                 | Jeb Hensarling - 83,6%           | Ken Ashby (L) - 16,4%                                                                                         | Jeb Hensarling (R)            |
| Texas                | 6         | Joe Barton (R)                | Ludwig Otto - 35,6%               | Joe Barton - 62,0%               | Max Koch (L) - 2,4%                                                                                           | Joe Barton (R)                |
| Texas                | 7         | John Culberson (R)            | Michael Skelly - 42,4%            | John Culberson - 55,9%           | Drew P. Parks (L) - 1,7%                                                                                      | John Culberson (R)            |
| Texas                | 8         | Kevin Brady (R)               | Kent Hargett - 24,8%              | Kevin Brady - 72,6%              | Brian Stevens (L) - 2,7%                                                                                      | Kevin Brady (R)               |
| Texas                | 9         | Al Green (D)                  | Al Green - 93,6%                  | -                                | Brad Walters (L) - 6,4%                                                                                       | Al Green (D)                  |
| Texas                | 10        | Michael McCaul (R)            | -                                 | Michael McCaul - 88,3%           | John Strohm (L) - 11,7%                                                                                       | Michael McCaul (R)            |
| Texas                | 11        | Mike Conaway (R)              | -                                 | Mike Conaway - 88,3%             | John Strohm (L) - 11,7%                                                                                       | Mike Conaway (R)              |
| Texas                | 12        | Kay Granger (R)               | Tracey Smith - 30,6%              | Kay Granger - 67,6%              | Shiloh Shambaugh (L) - 1,8%                                                                                   | Kay Granger (R)               |
| Texas                | 13        | Mac Thornberry (R)            | -                                 | Mac Thornberry - 77,6%           | Roger Waun (L) - 22,4%                                                                                        | Mac Thornberry (R)            |
| Texas                | 14        | Ron Paul (R)                  | -                                 | Ron Paul                         | | Ron Paul (R)                  |
| Texas                | 15        | Rubén Hinojosa (D)            | Rubén Hinojosa - 65,7%            | Eddie Zamora - 31,9%             | Gricha Raether (L) - 2,3%                                                                                     | Rubén Hinojosa (D)            |
| Texas                | 16        | Silvestre Reyes (D)           | Silvestre Reyes - 82,1%           | -                                | Mette Baker (L) - 10,3% Ben Mendoza (L) - 7,6%                                                                | Silvestre Reyes (D)           |
| Texas                | 17        | Chet Edwards (D)              | Chet Edwards - 53,0%              | Rob Curnock - 45,5%              | Gardner Osborne (L) - 1,5%                                                                                    | Chet Edwards (D)              |
| Texas                | 18        | Sheila Jackson Lee (D)        | Sheila Jackson Lee - 77,3%        | John Faulk - 20,3%               | Mike Taylor (L) - 2,3%                                                                                        | Sheila Jackson Lee (D)        |
| Texas                | 19        | Randy Neugebauer (R)          | Dwight Fullingim - 24,9%          | Randy Neugebauer - 72,4%         | Chip Peterson (L) - 2,6%                                                                                      | Randy Neugebauer (R)          |
| Texas                | 20        | Charlie González (D)          | Charlie González - 71,9%          | Robert Litoff - 25,2%            | Michael Idrogo (L) - 2,9%                                                                                     | Charlie González (D)          |
| Texas                | 21        | Lamar Smith (R)               | -                                 | Lamar Smith - 80,0%              | James Arthur Strohm (L) - 20,0%                                                                               | Lamar Smith (R)               |
| Texas                | 22        | Nick Lampson (D)              | Nick Lampson - 45,4%              | Pete Olson - 52,4%               | John Wieder (L) - 2,2%                                                                                        | Pete Olson (R)                |
| Texas                | 23        | Ciro Rodriguez (D)            | Ciro Rodriguez - 55,8%            | Lyle Larson - 41,9%              | Lani Connolly (L) - 2,3%                                                                                      | Ciro Rodriguez (D)            |
| Texas                | 24        | Kenny Marchant (R)            | Tom Love - 41,1%                  | Kenny Marchant - 56,9%           | David Casey (L) - 2,9%                                                                                        | Kenny Marchant (R)            |
| Texas                | 25        | Lloyd Doggett (D)             | Lloyd Doggett - 65,8%             | George Morovich - 30,4%          | Jim Stutsman (L) - 3,7%                                                                                       | Lloyd Doggett (D)             |
| Texas                | 26        | Michael Burgess (R)           | Ken Leach - 36,4%                 | Michael Burgess - 60,2%          | Stephanie Weiss (L) - 3,4%                                                                                    | Michael Burgess (R)           |
| Texas                | 27        | Solomon Ortiz (D)             | Solomon Ortiz - 57,9%             | Willie Vaden - 38,4%             | Robert Powell (L) - 3,7%                                                                                      | Solomon Ortiz (D)             |
| Texas                | 28        | Henry Cuellar (D)             | Henry Cuellar - 68,7%             | Jim Fish - 29,2%                 | Ross Lynn Leone (L) - 2,1%                                                                                    | Henry Cuellar (D)             |
| Texas                | 29        | Gene Green (D)                | Gene Green - 74,6%                | Eric Story - 23,9%               | Joel Grace (L) - 1,5%                                                                                         | Gene Green (D)                |
| Texas                | 30        | Eddie Bernice Johnson (D)     | Eddie Bernice Johnson - 82,5%     | Fred Wood - 15,9%                | Jarrett R. Woods (L) - 1,6%                                                                                   | Eddie Bernice Johnson (D)     |
| Texas                | 31        | John Carter (R)               | Brian Ruiz - 36,6%                | John Carter - 60,3%              | Barry Coope (L) - 3,1%                                                                                        | John Carter (R)               |
| Texas                | 32        | Pete Sessions (R)             | Eric Roberson - 40,6%             | Pete Sessions - 57,2%            | Alex Bischoff (L) - 2,2%                                                                                      | Pete Sessions (R)             |
| Utah                 | 1         | Rob Bishop (R)                | Morgan Bowen - 30,5%              | Rob Bishop - 64,9%               | Kirk Pearson (C) - 2,4% Joseph Geddes Buchman (L) - 2,2%                                                      | Rob Bishop (R)                |
| Utah                 | 2         | Jim Matheson (D)              | Jim Matheson - 63,4%              | Bill Dew - 34,5%                 | Matthew Arndt (L) - 1,3% Dennis Ray Emery (I) - 0,8%                                                          | Jim Matheson (D)              |
| Utah                 | 3         | Chris Cannon (R)              | Bennion L. Spencer - 28,3%        | Jason Chaffetz - 65,6%           | Jim Noorlander (C) - 6,1%                                                                                     | Jason Chaffetz (R)            |
| Vermont              | Unico     | Peter Welch (D)               | Peter Welch - 83,2%               | Peter Welch - 83,2%              | Mike Bethel (I) - 4,8% Jerry Trudell - 3,6% Thomas James Herman - 3,0% Cris Ericson - 2,6% Jane Newton - 1,7% | Peter Welch (D)               |
| Virginia             | 1         | Rob Wittman (R)               | Bill Day - 41,8%                  | Rob Wittman - 56,6%              | Nathan Larson (L) - 1,5%                                                                                      | Rob Wittman (R)               |
| Virginia             | 2         | Thelma Drake (R)              | Glenn Nye - 52,4%                 | Thelma Drake - 37,5%             | Kenny Golden (I) - 4,3%                                                                                       | Glenn Nye (D)                 |
| Virginia             | 3         | Bobby Scott (D)               | Bobby Scott - 86,0%               | -                                | | Bobby Scott (D)               |
| Virginia             | 4         | Randy Forbes (R)              | Andrea Miller - 40,2%             | Randy Forbes - 59,6%             | | Randy Forbes (R)              |
| Virginia             | 5         | Virgil Goode (R)              | Tom Perriello - 50,1%             | Virgil Goode - 49,9%             | | Tom Perriello (D)             |
| Virginia             | 6         | Bob Goodlatte (R)             | Sam Rasoul - 36,6%                | Bob Goodlatte - 61,6%            | Janice Lee Allen (I) - 1,7%                                                                                   | Bob Goodlatte (R)             |
| Virginia             | 7         | Eric Cantor (R)               | Anita Hartke - 37,1%              | Eric Cantor - 62,7%              | | Eric Cantor (R)               |
| Virginia             | 8         | Jim Moran (D)                 | Jim Moran - 67,9%                 | Mark Ellmore - 29,7%             | Ron Fisher (I) - 2,1%                                                                                         | Jim Moran (D)                 |
| Virginia             | 9         | Rick Boucher (D)              | Rick Boucher - 97,1%              | -                                | | Rick Boucher (D)              |
| Virginia             | 10        | Frank Wolf (R)                | Judy Feder - 38,8%                | Frank Wolf - 58,8%               | Neeraj Nigam (I) - 2,2%                                                                                       | Frank Wolf (R)                |
| Virginia             | 11        | Thomas M. Davis (R)           | Gerry Connolly - 54,7%            | Keith Fimian - 43,0%             | Joseph Oddo (I) - 2,0%                                                                                        | Gerry Connolly (D)            |
| Virginia Occidentale | 1         | Alan Mollohan (D)             | Alan Mollohan - 99,9%             | -                                | | Alan Mollohan (D)             |
| Virginia Occidentale | 2         | Shelley Moore Capito (R)      | Anne Barth - 41,9%                | Shelley Moore Capito - 57,1%     | | Shelley Moore Capito (R)      |
| Virginia Occidentale | 3         | Nick Rahall (D)               | Nick Rahall - 55,9%               | Marty Gearheart - 33,1%          | | Nick Rahall (D)               |
| Washington           | 1         | Jay Inslee (D)                | Jay Inslee - 67,8%                | Larry Ishmael - 32,2%            | | Jay Inslee (D)                |
| Washington           | 2         | Rick Larsen (D)               | Rick Larsen - 62,4%               | Rick Bart - 37,6%                | | Rick Larsen (D)               |
| Washington           | 3         | Brian Baird (D)               | Brian Baird - 64,0%               | Michael Delavar - 36,0%          | | Brian Baird (D)               |
| Washington           | 4         | Doc Hastings (R)              | George Fearing - 36,9%            | Doc Hastings - 63,1%             | | Doc Hastings (R)              |
| Washington           | 5         | Cathy McMorris Rodgers (R)    | Mark Mays - 37,4%                 | Cathy McMorris Rodgers - 65,3%   | | Cathy McMorris Rodgers (R)    |
| Washington           | 6         | Norm Dicks (D)                | Norm Dicks - 66,9%                | Doug Cloud - 33,1%               | | Norm Dicks (D)                |
| Washington           | 7         | Jim McDermott (D)             | Jim McDermott - 83,6%             | Steve Beren - 16,4%              | | Jim McDermott (D)             |
| Washington           | 8         | Dave Reichert (R)             | Darcy Burner - 47,2%              | Dave Reichert - 52,8%            | | Dave Reichert (R)             |
| Washington           | 9         | Adam Smith (D)                | Adam Smith - 65,5%                | James Postma - 34,5%             | | Adam Smith (D)                |
| Wisconsin            | 1         | Paul Ryan (R)                 | Marge Krupp - 34,7%               | Paul Ryan - 64,0%                | Joseph Kexel (L) - 1,3%                                                                                       | Paul Ryan (R)                 |
| Wisconsin            | 2         | Tammy Baldwin (D)             | Tammy Baldwin - 69,3%             | Peter Theron - 30,6%             | | Tammy Baldwin (D)             |
| Wisconsin            | 3         | Ron Kind (D)                  | Ron Kind - 63,2%                  | Paul Stark - 34,4%               | Kevin Barrett (L) - 1,2%                                                                                      | Ron Kind (D)                  |
| Wisconsin            | 4         | Gwen Moore (D)                | Gwen Moore - 87,6%                | -                                | Michael LaForest (I) - 11,5%                                                                                  | Gwen Moore (D)                |
| Wisconsin            | 5         | Jim Sensenbrenner (R)         | Robert R. Raymond - 20,2%         | Jim Sensenbrenner - 79,6%        | | Jim Sensenbrenner (R)         |
| Wisconsin            | 6         | Tom Petri (R)                 | Roger Kittelson - 36,2%           | Tom Petri - 63,7%                | | Tom Petri (R)                 |
| Wisconsin            | 7         | Dave Obey (D)                 | Dave Obey - 60,8%                 | Dan Mielke - 39,1%               | | Dave Obey (D)                 |
| Wisconsin            | 8         | Steve Kagen (D)               | Steve Kagen - 54,0%               | John Gard - 45,9%                | | Steve Kagen (D)               |
| Wyoming              | Unico     | Barbara Cubin (R)             | Gary Trauner - 32,8%              | Cynthia Lummis - 52,6%           | W. David Herbert (L) - 4,4%                                                                                   | Cynthia Lummis (R)            |